# Grumman F-14
Die Grumman F-14 Tomcat (englisch für „Kater“) ist ein überschallschnelles, zweistrahliges, mit Schwenkflügeln ausgestattetes zweisitziges Kampfflugzeug, das für die United States Navy entwickelt und ab 1974 eingesetzt wurde. Ihre primären Aufgaben bei der US Navy waren die eines Luftüberlegenheitsjägers, Aufklärers und die Flottenverteidigung. Später wurden noch rudimentäre Luft-Boden-Fähigkeiten eingerüstet. Die letzte Tomcat wurde von der US Navy am 22. September 2006 außer Dienst gestellt. Ersatz ist die F/A-18E/F Super Hornet. Heute fliegt nur noch die iranische Luftwaffe  die F-14.

## Geschichte

### Entwicklung
Ende der 1950er-Jahre suchte die US Navy nach einem Langstreckenabfangjäger mit hoher Ausdauer, um ihre Flugzeugträgerkampfgruppen gegen Seezielflugkörper großer Reichweite zu verteidigen, welche von sowjetischen Bombern und U-Booten aus starten konnten. Dieses Fleet-Air-Defense-Kampfflugzeug (FAD) sollte ein stärkeres Radar und Lenkwaffen größerer Reichweite als die F-4 Phantom II haben, um feindliche Bomber und Lenkwaffen abzufangen. Auf Anweisung des Secretary of Defense Robert McNamara musste die Navy am TFX-Programm der US Air Force teilnehmen. McNamara wollte streitkräfteübergreifende Lösungen, um die Kosten zu reduzieren, und hatte bereits die Air Force angewiesen, die F-4 Phantom II zu kaufen, welche ursprünglich für die Navy und das Marine Corps entwickelt worden war. Die Navy protestierte heftig dagegen, da dieser Kompromiss die Luftkampfeigenschaften des Flugzeuges verschlechtert hätte.

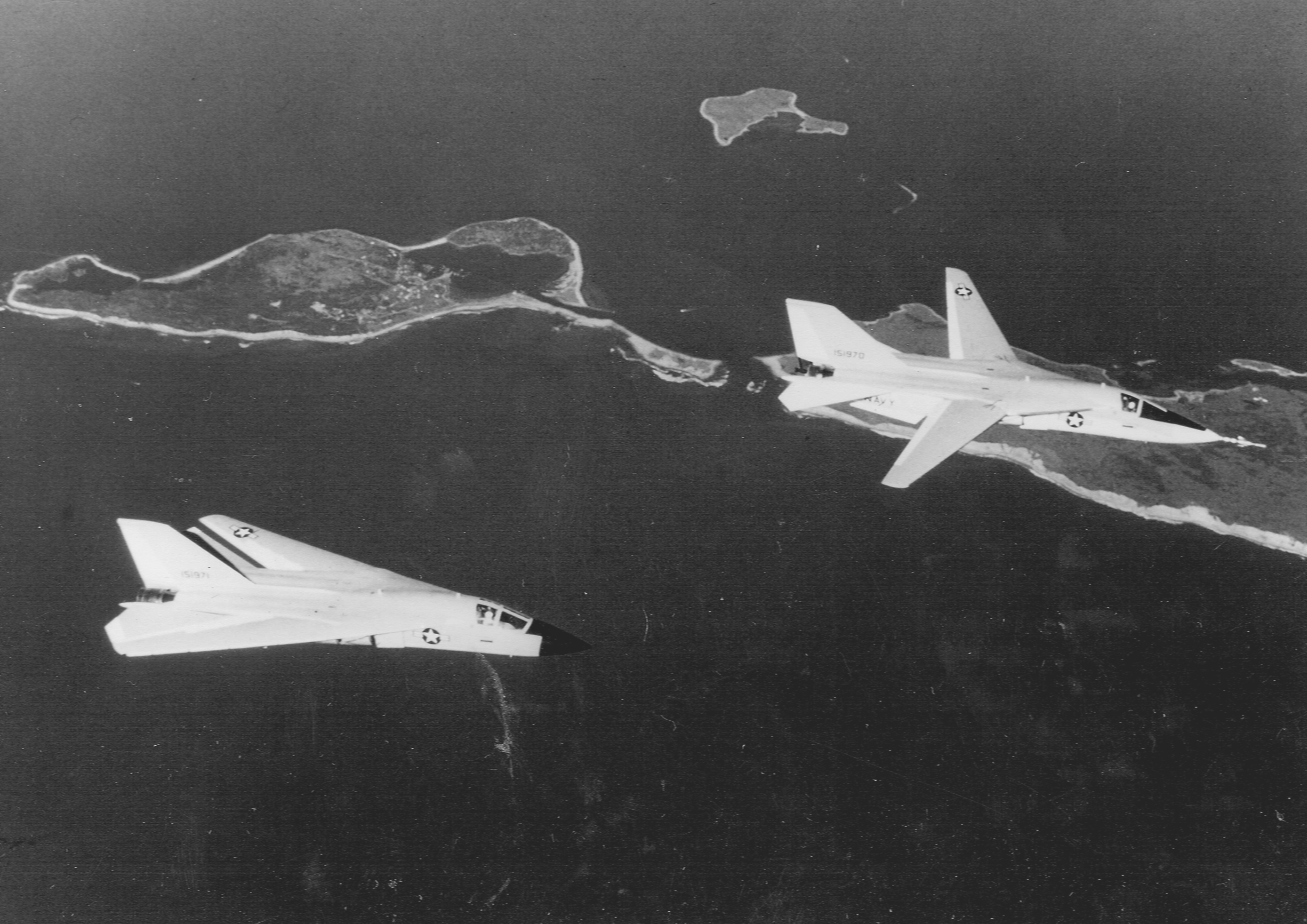
F-111B über Long Island, etwa 1965

Als auch das TFX-Programm zu scheitern drohte, begann Grumman, welche mit General Dynamics die Marineversion F-111B entwickelte, mit alternativen Flugzeugentwürfen. Die F-111B wurde für die Aufgabe der Flottenverteidigung und nicht als Dogfighter entwickelt. Um den Erfahrungen des Vietnamkrieges Rechnung zu tragen, untersuchte die Navy im VFAX-Programm die Entwicklung eines zusätzlichen Luftüberlegenheitsjägers mit Luft-Boden-Kapazitäten. Im Juli 1968 veröffentlichte das Naval Air Systems Command (NAVAIR) eine Ausschreibung für das „Naval Fighter Experimental“-(VFX)-Programm. Gefordert wurde ein zweisitziger Luftüberlegenheitsjäger mit zwei Triebwerken und einer Höchstgeschwindigkeit von Mach 2,2. Die Bewaffnung des VFX sollten entweder sechs AIM-54 Phoenix oder eine Kombination aus sechs AIM-7 Sparrow und vier AIM-9 Sidewinder sein. Eine eingebaute M61 Vulcan war ebenfalls gefordert, um Luftnahunterstützung leisten zu können. Gebote kamen von General Dynamics, Grumman (Model 303E/F), McDonnell Douglas (Modell 225), Ling-Temco-Vought, Convair (LTV V-507 Vagabond) und North American Rockwell (Model D323). Vier Anbieter setzten auf Schwenkflügel. McDonnell Douglas und Grumman wurden im Dezember 1968 als Finalisten ausgewählt. Schließlich erhielt Grumman, die seit drei Jahrzehnten immer wieder erfolgreiche Flugzeugmuster für die Navy gebaut hatten, im Januar 1969 den Zuschlag. Der Entwurf sah vor, die Pratt & Whitney-TF30-Triebwerke der F-111B zu verwenden, wobei diese später durch die Pratt & Whitney F401-400 ersetzt werden sollten, welche sich zu diesem Zeitpunkt noch in der Entwicklung befanden. Obwohl leichter als die F-111B, war die Maschine immer noch das größte und schwerste Trägerkampfflugzeug, da das große AN/AWG-9-Radar und die sechs AIM-54-Lenkwaffen sowie 7300 kg Treibstoff transportiert werden sollten.
Der Name „Tomcat“ wurde zu Ehren der Rolle des Konteradmirals Thomas „Tomcat“ Connolly gewählt, da dieser bei der Entstehung der F-14 eine wichtige Rolle spielte. Er absolvierte Flüge mit dem Prototyp der F-111A und stellte fest, dass dieser Schwierigkeiten hatte, Überschallgeschwindigkeit zu erreichen, und hauptsächlich wegen der viel zu großen Masse (40 % über der Spezifikation) und dem damit verbundenen schlechten Gewichts/Schub Verhältnis, der miserablen Sicht nach vorne im Langsamflug und nicht zuletzt wegen der gigantischen Abmessungen (zu groß für die Aufzüge) ungeeignet für den Trägerbetrieb sei. Connolly opferte die Aussicht auf die Beförderung zum Admiral, als er sich in einer öffentlichen Anhörung des Senate Armed Forces Committee auf die Frage des Vorsitzenden nach seiner persönlichen, nicht offiziellen, Meinung über die F-111B äußerte.
Wörtlich sagte er:

“Mr. Chairman, all the thrust in Christendom couldn’t make a fighter out of that airplane.”

„In der gesamten Christenheit gibt es nicht genug Schub, um aus diesem Flugzeug einen Jäger zu machen.“

Zudem passte dieser Spitzname zur Tradition der Navy, die Flugzeuge von Grumman mit felinen Namen zu belegen, wie beispielsweise Wildcat und Hellcat.

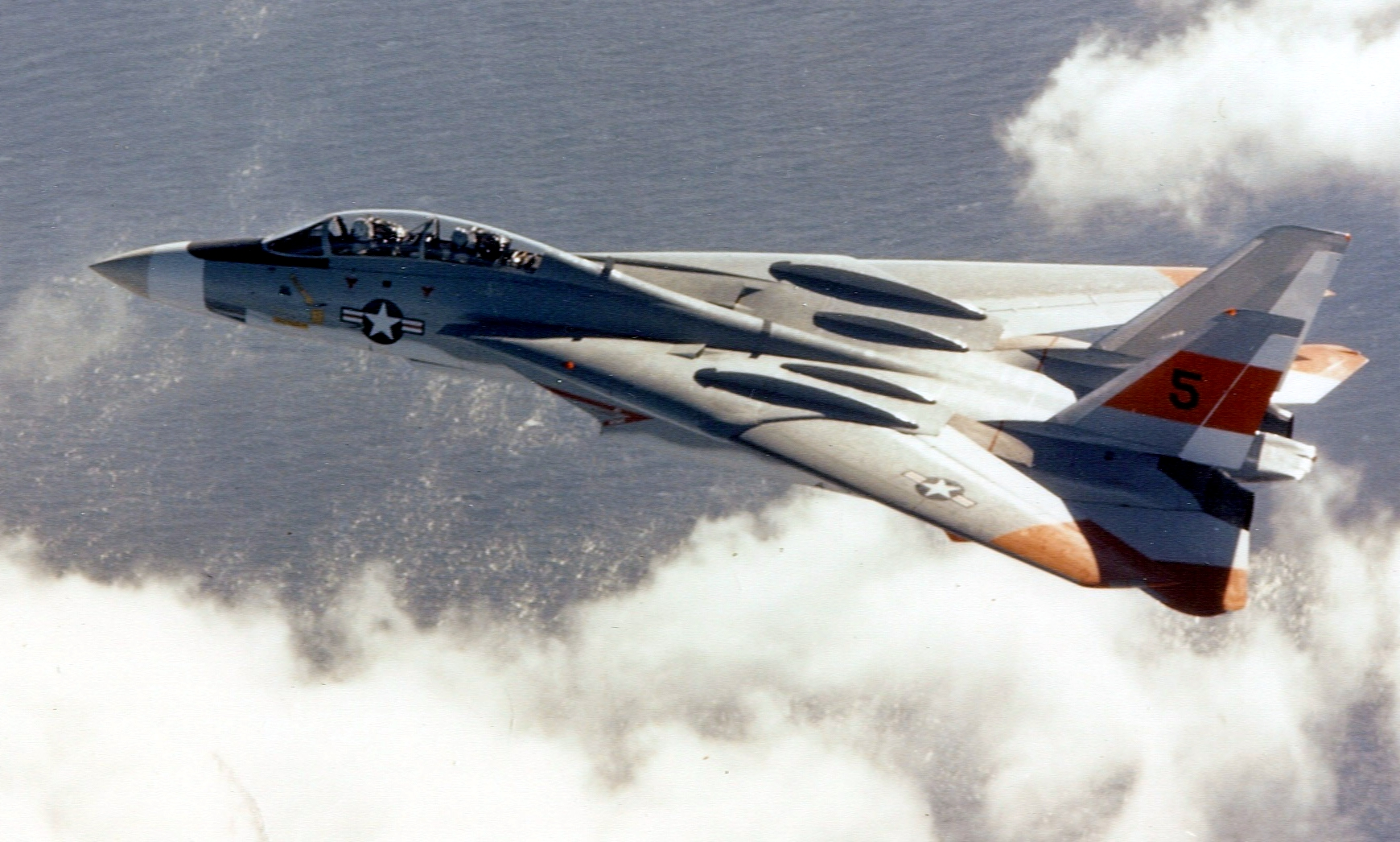
F-14 Tomcat Prototyp (1973)

Nachdem Grumman den Vertrag zum Bau der F-14 unterzeichnet hatte, wurde die Fabrik in Calverton deutlich ausgebaut. Von hier aus wurde ein Großteil der Tests absolviert. Um Zeit zu sparen, wurde die Prototypphase übersprungen und gleich mit der Serienproduktion begonnen, was die US Air Force auch bei der Entwicklung der McDonnell Douglas F-15 machte. Der Erstflug der F-14 fand am 21. Dezember 1970 statt, 22 Monate nach Vertragsunterzeichnung. Der erste Prototyp (Bureau Number 157980) stürzte am 30. Dezember 1970 bei einem weiteren Testflug im Endanflug wegen des sequentiellen Ausfalls beider Hydrauliksysteme ab. Der Grund hierfür war ein Ermüdungsbruch der Hydraulikleitungen infolge hochfrequenter Vibrationen. Bei dem Absturz ging das Flugzeug zu Bruch, die beiden Grumman-Testpiloten Robert Smythe und William Miller mussten kurz vor dem Aufprall in ca. 50 m über Grund den Schleudersitz auslösen. Die Piloten überlebten den Absturz leicht verletzt. Der zweite Prototyp absolvierte seinen Erstflug dann am 24. Mai 1971. Das Testprogramm konnte ohne weitere gravierende Probleme nach zwei Jahren abgeschlossen werden, sodass die Initial Operational Capability (IOC) 1973 erreicht wurde. Das United States Marine Corps plante ursprünglich, auch F-14 zu beschaffen, um die F-4 Phantom II zu ersetzen; dazu wurden sogar Offiziere zur VF-124 geschickt, um zu Ausbildern ausgebildet zu werden. Nachdem sich aber abgezeichnet hatte, dass eine Luft-Boden-Bewaffnung des Flugzeuges nicht weiter verfolgt würde, zog das USMC sein Engagement zurück.
Die Schussversuche mit der Langstreckenrakete AIM-54 Phoenix begannen im April 1972. Dabei wurde die Lenkwaffe auf verschiedene Ziele abgefeuert, von Marschflugkörpern bis zu hochfliegenden Bombern. Der weiteste Schuss wurde auf 110 Seemeilen (200 km) im April 1973 durchgeführt. Am 22. November 1973 wurden sechs AIM-54-Flugkörper innerhalb von 38 Sekunden bei Mach 0,78 und 7600 m Höhe abgefeuert, wovon vier Lenkwaffen trafen.

### Dienstzeit
Im September 1972 begann die Truppenerprobung in Point Mugu. Im Oktober erhielt die Ausbildungsstaffel VF-124 in Miramar die F-14.
Im September 1974 lief der Flugzeugträger Enterprise zur ersten Einsatzfahrt mit Tomcat in den Pazifik aus. An Bord befanden sich die beiden F-14-Staffeln VF-1 „Wolfpack“ und VF-2 „Bounty Hunters“ als Teil des Bordgeschwaders „Carrier Air Wing 14“. Insgesamt erhielt die Navy inklusive der zwölf Prototypen 478 Flugzeuge des Typs F-14A, mit denen die McDonnell Douglas F-4 Phantom II und F-8 Crusader im Flottendienst ersetzt wurden. Die Produktion der Tomcat setzte Grumman unter starken finanziellen Druck, da der Vertrag mit der Navy die Stückkosten festschrieb. Zudem waren die späten 1970er-Jahre eine Zeit besonders starker Inflation in den USA. Der Iran kaufte unter dem Schah Mohammad Reza Pahlavi 80 Tomcats, was Grumman vor der Insolvenz bewahrte.

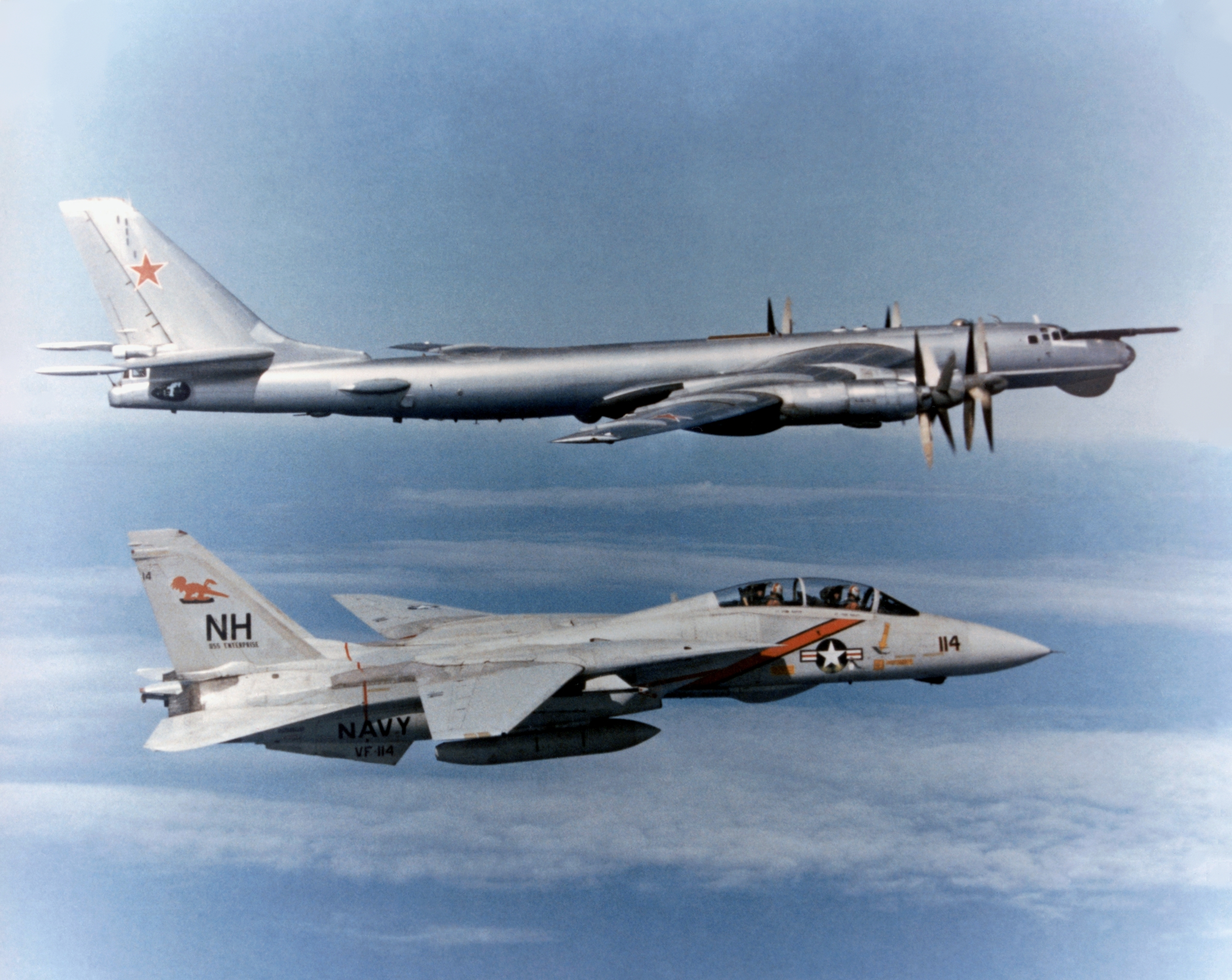
Eine F-14A Tomcat der VF-114 fliegt neben einem sowjetischen Patrouillenflugzeug Tu-95RT (NATO-Codename Bear)

Ende der 1970er-Jahre wurde das Tactical Airborne Reconnaissance Pod System (TARPS) für die F-14 entwickelt. Etwa 65 F-14As und alle F-14Ds konnten dieses System tragen. Das TARPS wurde hauptsächlich durch den Waffensystemoffizier (engl. Radar Intercept Officer, RIO) gesteuert, dem dafür ein spezielles Display zur Verfügung stand. Die TARPS wurden 1996 mit einer digitalen Kamera ausgerüstet, was sie zu TARPS-DI machte. Mit der Kampfwertsteigerung auf TARPS-CD ab 1998 konnten die Bilder nun in Echtzeit übertragen werden.
Manche F-14A wurden 1987 auf das GE-F110-400-Triebwerk aufgerüstet. Diese leistungsgesteigerten Tomcats wurden als F-14A+ geführt, was später (1991) zu F-14B abgeändert wurde. Zur gleichen Zeit wurde mit der Entwicklung der F-14D begonnen, die GE-F110-400-Triebwerke, verbesserte Avionik, Glascockpit und Link 16 erhielt. Das Digital Flight Control System (DFCS) verbesserte das Handling der F-14 bei hohen Anstellwinkeln und/oder im Luftkampf spürbar.
Mit der Außerdienststellung der A-6 Intruder im Jahr 1990 wurde das Luft-Boden-Programm der F-14 ins Leben gerufen. Bombentests waren bereits in den 1980er-Jahren durchgeführt worden, und die Tomcat war vorher schon in der Lage, ungelenkte Bomben abzuwerfen. Nachdem in der Operation Desert Storm die meisten Luft-Boden-Einsätze an die A-7 und F/A-18 ausgelagert wurden, begann nach dem Krieg eine umfassende Modernisierung. Dabei wurden die Avionik und Displays verbessert, um präzisionsgelenkte Munition einsetzen zu können, die Verteidigungssysteme verbessert und die Struktur verstärkt. Die neue Avionik war mit der der F-14D vergleichbar, die modernisierten Maschinen wurden als F-14A (Upgrade) und F-14B (Upgrade) geführt.
Im Jahre 1994 wurden von der Navy und Grumman ein ambitionierter Modernisierungsplan vorgelegt, um die Lücke zwischen der A-6 und dem Eintreffen der F/A-18E/F Super Hornet zu schließen. Aus zeitlichen und finanziellen Gründen wurde davon Abstand genommen. Eine schnelle und kostengünstige Lösung war der Anbau eines Low Altitude Navigation and Targeting Infrared for Night (LANTIRN). Der Pod versorgte die F-14 mit einem Forward-looking infrared (FLIR) und einem Laserzielbeleuchter für lasergelenkte Bomben. Der AN/AAQ-14 wurde später mit Global Positioning System sowie inertialem Navigationssystem (GPS-INS) verbessert und wurde in der Regel an der inneren Waffenhalterung an der rechten Tragfläche getragen. Ein verbesserter Behälter namens LANTIRN 40K für Flughöhen ab 40.000 Fuß wurde 2001 eingeführt, gefolgt von Tomcat Tactical Targeting (T3) und Fast Tactical Imagery (FTI), um Zielkoordinaten zu bestimmen und die Bilder während des Fluges zu übertragen. Zusätzlich wurde die GBU-38 Joint Direct Attack Munition (JDAM) 2003 eingerüstet, um zwischen GPS und lasergelenkten Waffen wählen zu können. Manche F-14Ds wurden noch 2005 mit ROVER III ausgerüstet, um Echtzeitbilder auf den Laptop eines Forward Air Controller übertragen zu können.

### Außerdienststellung
Mit zunehmendem Alter der F-14 wurden von Grumman stark verbesserte Versionen, sogenannte „Super Tomcats“ vorgeschlagen. Die erste – Quickstrike genannt – war eine F-14D mit Navigations- und Zielpod, zusätzlichen Waffenstationen und Luft-Boden-Radarmodi. Die Version sollte die Rolle der Grumman A-6 Intruder übernehmen. Die Verbesserungen waren dem Kongress nicht ausreichend, sodass Grumman die Super Tomcat 21 konzipierte und diese als Low-Cost-Alternative zum Navy Advanced Tactical Fighter (NATF) vermarktete. Das Flugzeug würde auf der Flugzeugzelle der F-14 aufbauen und ein verbessertes AN/APG-71-Radar haben. Neue GE-F110-129-Triebwerke sollten eine Supercruisegeschwindigkeit von Mach 1,3 und Schubvektorsteuerung ermöglichen. Der interne Treibstoffvorrat sollte vergrößert und die Steuerflächen verbessert werden. Die Attack Super Tomcat 21 sollte noch mehr Treibstoffkapazität aufweisen, weiterentwickelte Steuerflächen und das AESA-Radar der A-12 Avenger II. Die Version ASF-14 (Advanced Strike Fighter-14) war noch fortschrittlicher und wäre eine weitgehende Neuentwicklung geworden. Letztlich erwiesen sich alle Modifikationen als zu kostspielig. Die US Navy entschied sich schließlich für die F/A-18E/F Super Hornet. Am Freitag, dem 22. September 2006 wurde auf der Naval Air Station Oceana in Virginia die letzte F-14 der US Navy feierlich außer Dienst gestellt. Die USA gaben am 2. Juli 2007 bekannt, dass alle noch verwendungsfähigen F-14 verschrottet werden bzw. als Ausstellungsstücke dienen. Seither fliegt nur noch die iranische Luftwaffe das Flugzeug.

## Konstruktion und Technik

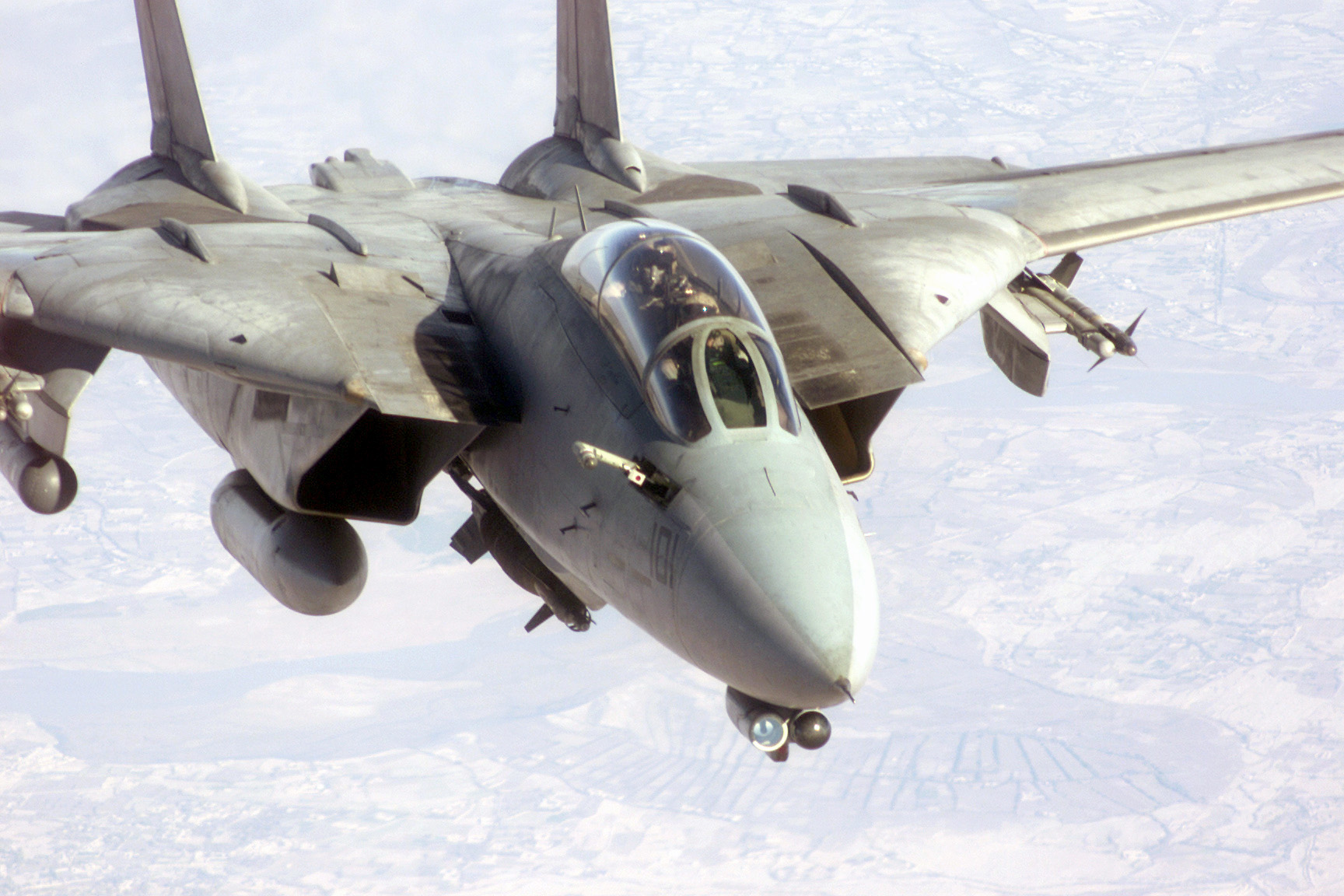
F-14D „Bombcat“ mit ausgefahrener Betankungssonde

Die F-14 wurde als Luftüberlegenheitsjäger und Langstrecken-Abfangjäger entwickelt. Pilot und Radar-Abfangoffizier (Radar Intercept Officer, kurz RIO) sitzen im Cockpit hintereinander, jeweils auf Martin-Baker GRU-7A-Schleudersitzen. Die Cockpit-Einrichtungen sind für Pilot und RIO spezialisiert und überwiegend nicht doppelt ausgelegt. Die Besatzung sitzt unter einer nach hinten aufschwenkenden Vollsichthaube. Das Cockpit wird über ausklappbare Trittstufen erreicht.

### Flugzeugzelle
Charakteristisches Merkmal des Flugzeuges sind seine Schwenkflügel. Um für die Abfangjagd hohe Geschwindigkeiten zu erzielen, können diese zurückgeschwenkt und im Langsamflug nach vorne geschwenkt werden. Generell sollten die Flugleistungen der F-4 Phantom II in den meisten Parametern überboten werden, zum Beispiel durch eine höhere Steigleistung. Die Flügel werden je nach Flugzustand vom Central Air Data Computer (CADC) zwischen 20° und 68° geschwenkt, um das optimale Verhältnis von Auftrieb zu Luftwiderstand zu erzielen. Der Pilot kann den Computer bei Bedarf manuell übersteuern. Am Boden können die Tragflächen um 75° geschwenkt werden, um vor allem auf Flugzeugträgern Platz zu sparen. Die Tragflächen bestehen aus Zweispantenstrukturen mit integralen Treibstofftanks. Der Torsionskasten, die Schwenkgelenke und die obere und untere Außenhaut der Tragfläche sind aus einer Titanlegierung gefertigt. Bei höheren Geschwindigkeiten und somit höheren Schwenkwinkeln werden die Quer- und Höhenruderfunktionen durch die Tailerons wahrgenommen. Auftriebshilfen an der gesamten Flügelvorder- und -hinterkante verbessern bei der Landung oder im Luftkampf den Auftrieb weiter: Die Vorderkantenklappen stellen sich auf 17° für die Landung und 7° im Kampf, die Hinterkantenklappen auf 35° zur Landung und 10° im Luftkampf. Das doppelte Seitenruder verbessert die Gierstabilität auch bei hohen Anstellwinkeln, ohne die Maschine unnötig hoch zu bauen.

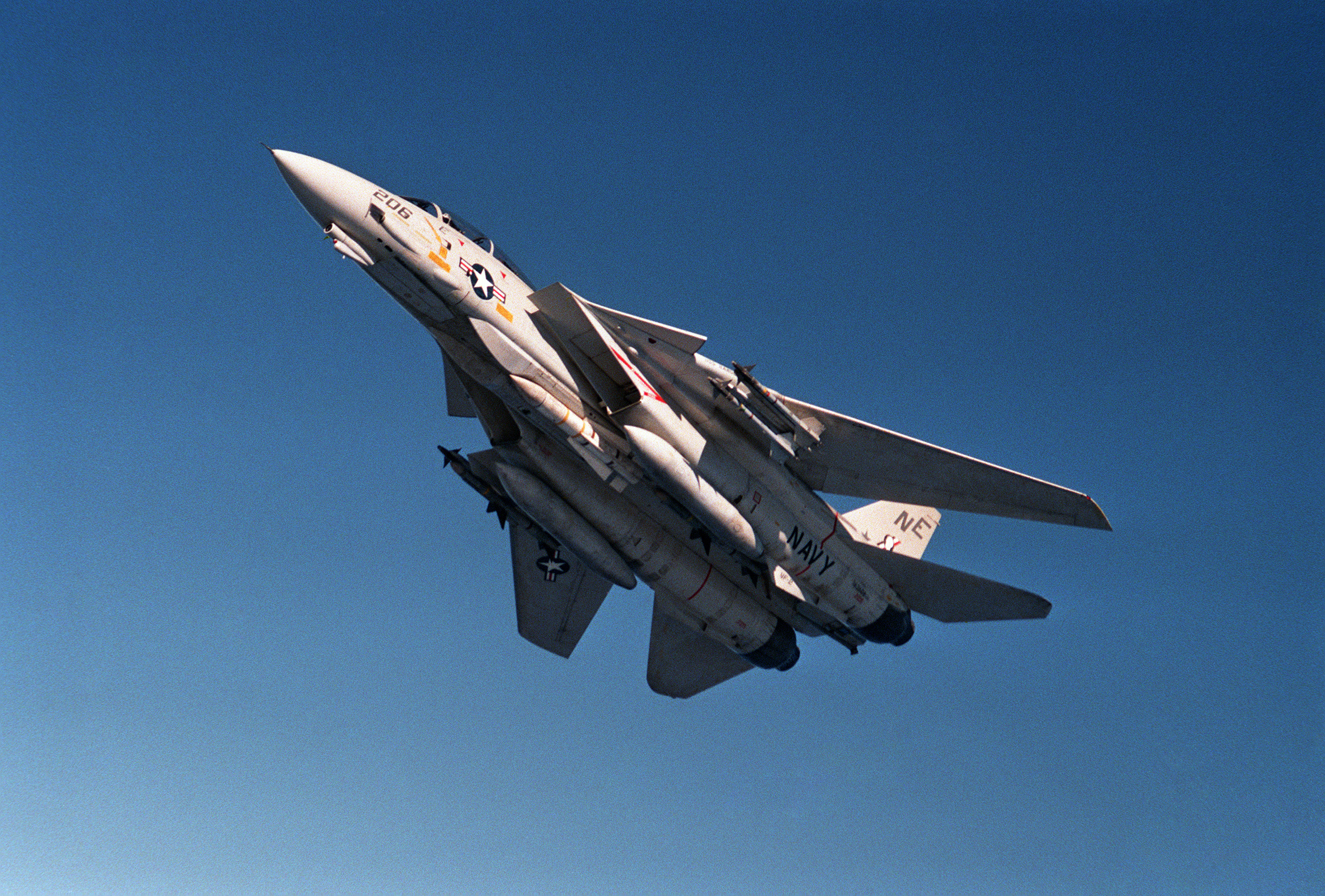
Tomcat mit ausgefahrenen Vorflügeln

Um im Überschallflug die durch den Wechsel der Tragflächengeometrie bedingten Änderungen des Nickmoments auszugleichen, hat die F-14A kleine automatisch ausfahrende dreieckige Vorflügel (engl. glove vane) am Übergang zwischen Cockpit und Tragflächenwurzel. Das Problem ist hier, dass das Flugzeug immer aerodynamisch stabil ist, der Druckpunkt liegt also stets hinter dem Schwerpunkt der Maschine. Durch das Abschwenken der Tragflächen wird der Druckpunkt weiter nach hinten gesetzt, zusätzlich verschiebt sich der Druckpunkt beim transsonischen Durchgang weiter nach hinten. Um die viel zu hohe Stabilitätsmarge zu verringern, werden die Vorflügel ab Mach 1,4 ausgefahren, was den Druckpunkt weiter nach vorne schiebt. Diese Idee des Leitenden Ingenieurs Bob Kress macht die Tomcat im Überschallflug wendiger, sodass bei Mach 2 noch 7,5g-Manöver erflogen werden können. Die Luftbremse besteht aus zwei Flächen zwischen den Triebwerken, welche nach oben und unten abgespreizt werden können. Wegen des Fanghakens ist die untere Hälfte der Luftbremse zweiteilig ausgeführt. Durch die große Fläche zwischen den Triebwerken erzeugt der Rumpf je nach Schwenkwinkel 40–60 Prozent des gesamten Auftriebs.

### Avionik

#### Bordradar

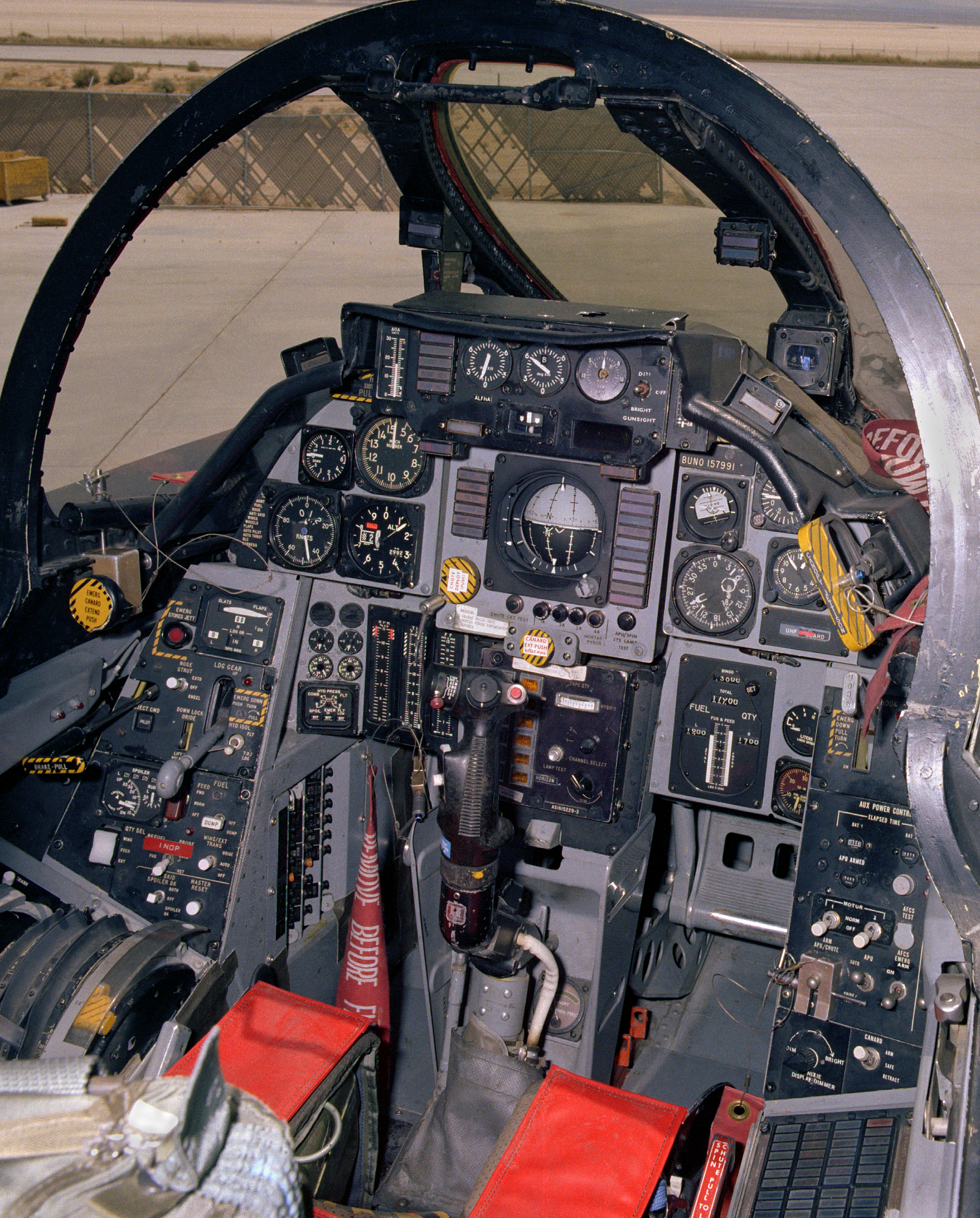
Cockpit

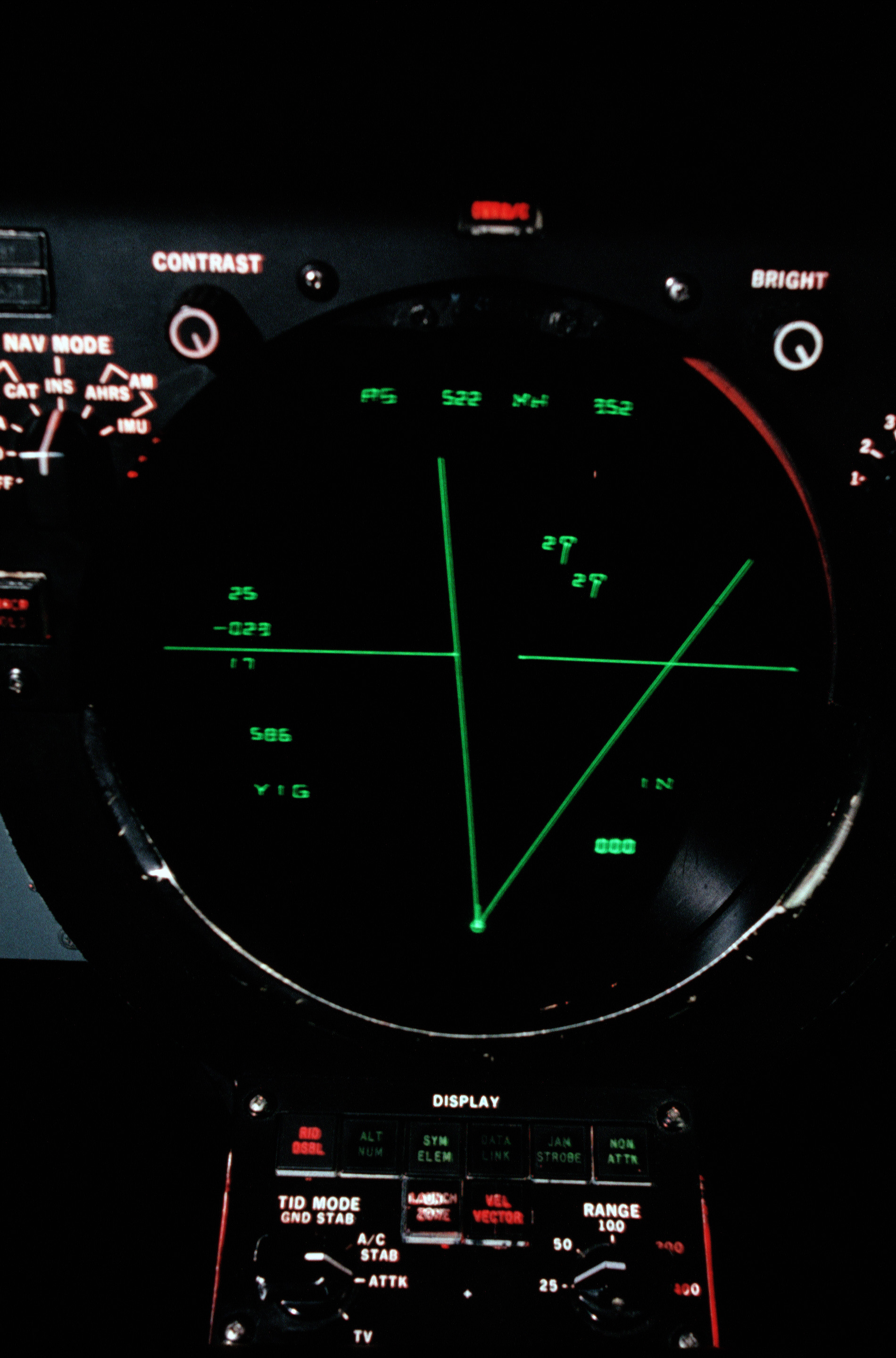
Radardisplay des RIOs, 1989

Herzstück der F-14 ist das AN/AWG-9-Radar von Hughes Aircraft. Das Radar wurde wie die Triebwerke und die Phoenix-Lenkwaffen von der F-111B übernommen. Es handelt sich um ein Puls-Doppler-Radar mit Look-down/shoot-down-Eigenschaften. Das Radar arbeitet im X-Band (8–12 GHz) mit einer planaren mechanisch geschwenkten Antenne von 91 cm Durchmesser sowie zwei integrierten Reihen mit Dipolantennen zur Freund-Feind-Erkennung (IFF). Der Schwenkbereich beträgt 170° im Azimut und +55/−25° in der Elevation. Das Radar verwendet zwei Wanderfeldröhren, eine für die kontinuierliche Zielbeleuchtung der AIM-7-Sparrow-Raketen, die andere zur Erzeugung von Pulsen im Suchbetrieb. Die Pulsleistung beträgt dabei 10,2 kW. Das Radar wird von einem 8-Bit-Mikroprozessor Intel 8080 gesteuert, der in Assemblersprache programmiert ist. Das Gesamtsystem besteht aus 26 Modulen, davon drei für den Rechner, zwei für die Energieversorgung, vier für das Radar, die Antenne, fünf für die Signalprozessoren, drei für die Transmitter, drei Systeme für die Lenkwaffen und fünf für die Darstellung der Ergebnisse im Cockpit. Das AWG-9 kann bis zu 24 Ziele gleichzeitig verfolgen und sechs davon gleichzeitig mit aktiv radargelenkten Lenkwaffen (AIM-54, später auch AIM-120) bekämpfen. Die Ortungsreichweite soll bei etwa 207 km für ein Ziel mit einem Radarquerschnitt von 1 m² liegen.
Zur Luftraumsuche scannt das Radar mehrere horizontale Streifen ab. Eine totale Suche teilt den Luftraum im 170° Suchbereich in acht Streifen ein, sodass ein vollständiger Scandurchgang 13 Sekunden benötigt. Ist der Bewegungsvektor der Ziele bekannt, kann der Scanbereich eingeschränkt werden, um eine schnellere Aktualisierung zu ermöglichen. Der schnellste Scan dauert nur eine Viertelsekunde und besteht nur aus einem Streifen über 10°. Dazwischen sind zwei und vier Streifen im Bereich von 20° oder 40° möglich. Folgende Radarmodi können vom Waffensystemoffizier gewählt werden:
- Pulse-Doppler-Scan (PDS): Gibt Winkel und Annäherungsgeschwindigkeit aus.
- Range-While-Scan (RWS): Hohe Pulswiederholraten um Reichweite, Winkel und Annäherungsgeschwindigkeit auszugeben.
- Pulse-Doppler-Single-Target-Track (PDSTT): Zur Anpeilung von Störquellen während deren Annäherungsgeschwindigkeit gemessen wird.
- Track-While-Scan (TWS): Lenkung von Phoenix ist nur bei zwei oder vier Streifen im Bereich von 20° oder 40° möglich. Time-sharing ermöglicht, sechs Lenkwaffen auf sechs verschiedene Ziele zu lenken.
- Vertical Scan Lock-on (VSL): Ein 40° hoher Streifen in der Vertikalen wird abgesucht, um Ziele im Dogfight aufzuschalten. Der 4,8° breite Radarstrahl arbeitet entweder im Bereich +25/−15° oder +55/15°.
- Pilot-Rapid-Location (PRL): Dogfight-Modus, diesmal in der Horizontalen mit einem Strahl mit 2,3° Öffnungswinkel.
- Continuous-Wave (CW): Zielbeleuchtung für die halbaktive Sparrow.

Das AWG-9 kann in allen Betriebsmodi auch mit dem IRST gekoppelt werden. In diesem Fall wird das Ziel passiv erfasst, und das Radar beleuchtet das Ziel zu gegebener Zeit. Bei der F-14D wurde das AWG-9 durch das modernere APG-71 ersetzt. Bis auf Transmitter, Energieversorgung und den Cockpitdisplays wurden alle Teile modernisiert. Dabei wurde auf Komponenten des AN/APG-70 der F-15C/D Eagle zurückgegriffen. Die Clutterunterdrückung wurde verbessert, eine neue Antenne mit geringen Nebenkeulen eingebaut, ein Kanal zur Nebenkeulenunterdrückung integriert und der Modus Monopulse Angle Tracking ergänzt. Später konnten auch noch Zieldaten des Joint Tactical Information Distribution System eingeblendet werden.

#### Elektro-optische Systeme

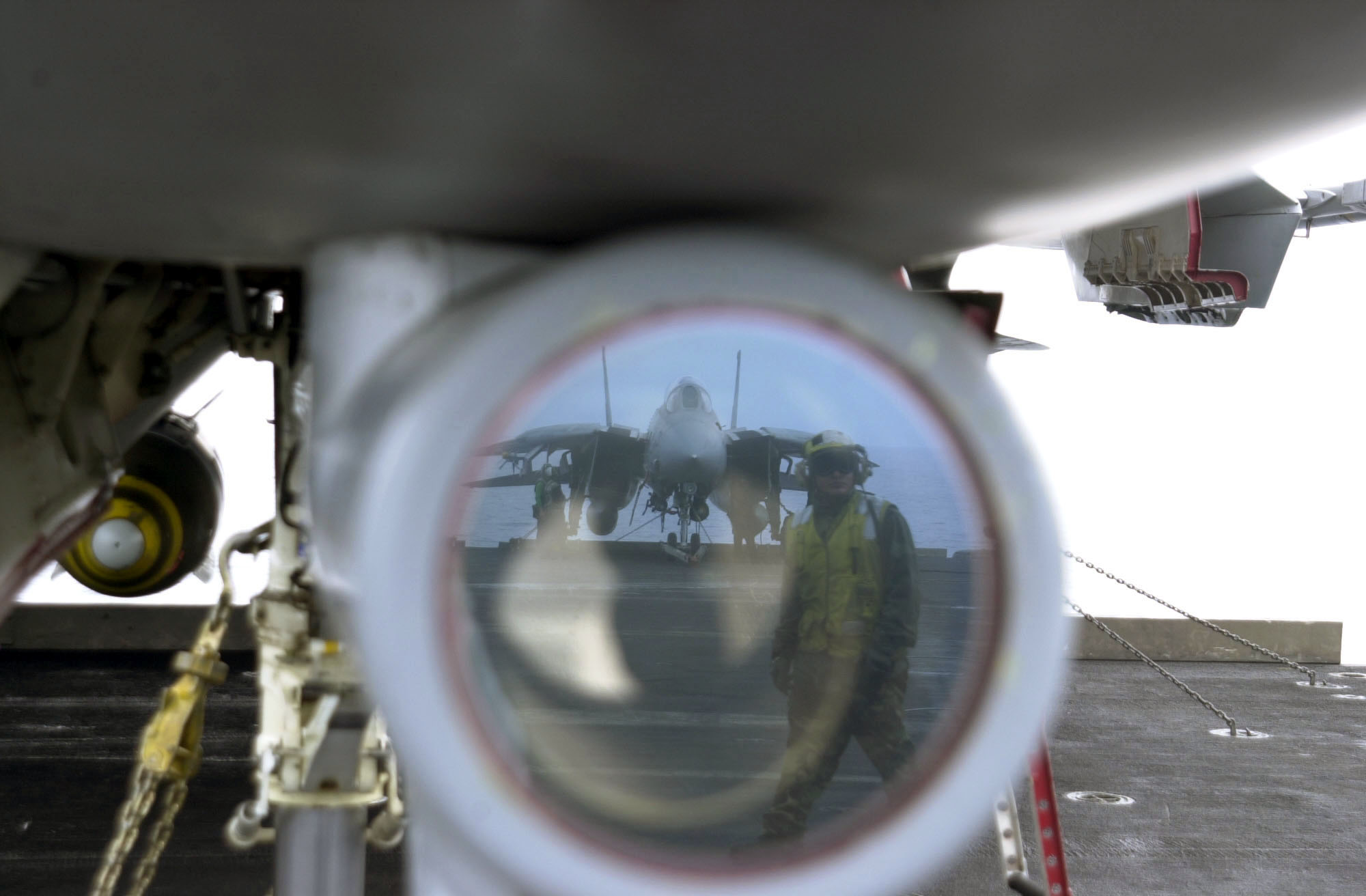
Das AN/AXX-1 TCS unter der Nase

Die ersten F-14A waren mit einem steuerbaren AN/ALR-23-Infrarotzielsystem unter der Nase ausgerüstet, das entweder der Radarantenne korreliert oder unabhängig verwendet werden konnte. Anfang der 1980er-Jahre wurde das IRST ab Werk durch das Northrop AN/AXX-1 Television Camera Set (TCS) ersetzt, bei älteren Modellen wurde das Gerät nachgerüstet. Das System verwendet zwei Vidicons, eine für ein schmales Sichtfeld und eine für ein weites Sichtfeld. Das vollstabilisierte Teleskop befindet sich in einem Zylinder mit einem Quarzfenster und kann Ziele in einem 30°-Konus vor der Tomcat anvisieren. Die Nachführrate liegt bei 30°/s, wobei das System auch Nachführraten von 150°/s verkraftet. Für das weite Sichtfeld wird eine Vidicon mit 5/8-Zoll-Durchmesser verwendet, um ein Sichtfeld von 1,5° zu erzeugen. Für das schmale Sichtfeld werden ein kleines Cassegrain-Teleskop und eine 1-Zoll-Vidicon verwendet, um das Sichtfeld auf 0,5° zu verringern.
Als besonderes Feature hat das AN/AXX-1 einen Videotracker: Dabei sucht sich die Elektronik ein bestimmtes Merkmal im Bild und führt das Teleskop nach, indem die Position des Merkmales im Bild von Einzelbild zu Einzelbild verglichen wird. Eine weitere Besonderheit stellt die Möglichkeit dar, das TCS den Luftraum absuchen zu lassen. Wird ein Ziel gefunden, schaltet das TCS automatisch auf dieses auf und verfolgt es. Das Radar kann auch mit dem TCS korreliert werden, sodass beide dieselbe Visierlinie einnehmen, um z. B. die Entfernung zum Ziel durch das Radar ermitteln zu lassen. Selbst wenn das Radar dann gestört werden sollte, könnte das Ziel immer noch weiterverfolgt werden. Die Identifikationsreichweite liegt bei 85 nmi (153 km) für eine DC-10, 40 nmi (72 km) für eine F-111, und 10 nmi (18 km) für eine F-5.

#### Verteidigungssysteme
Folgende Tabelle listet alle bekannten und kompatiblen EloKa-Systeme und Täuschkörperwerfer für die F-14 auf:

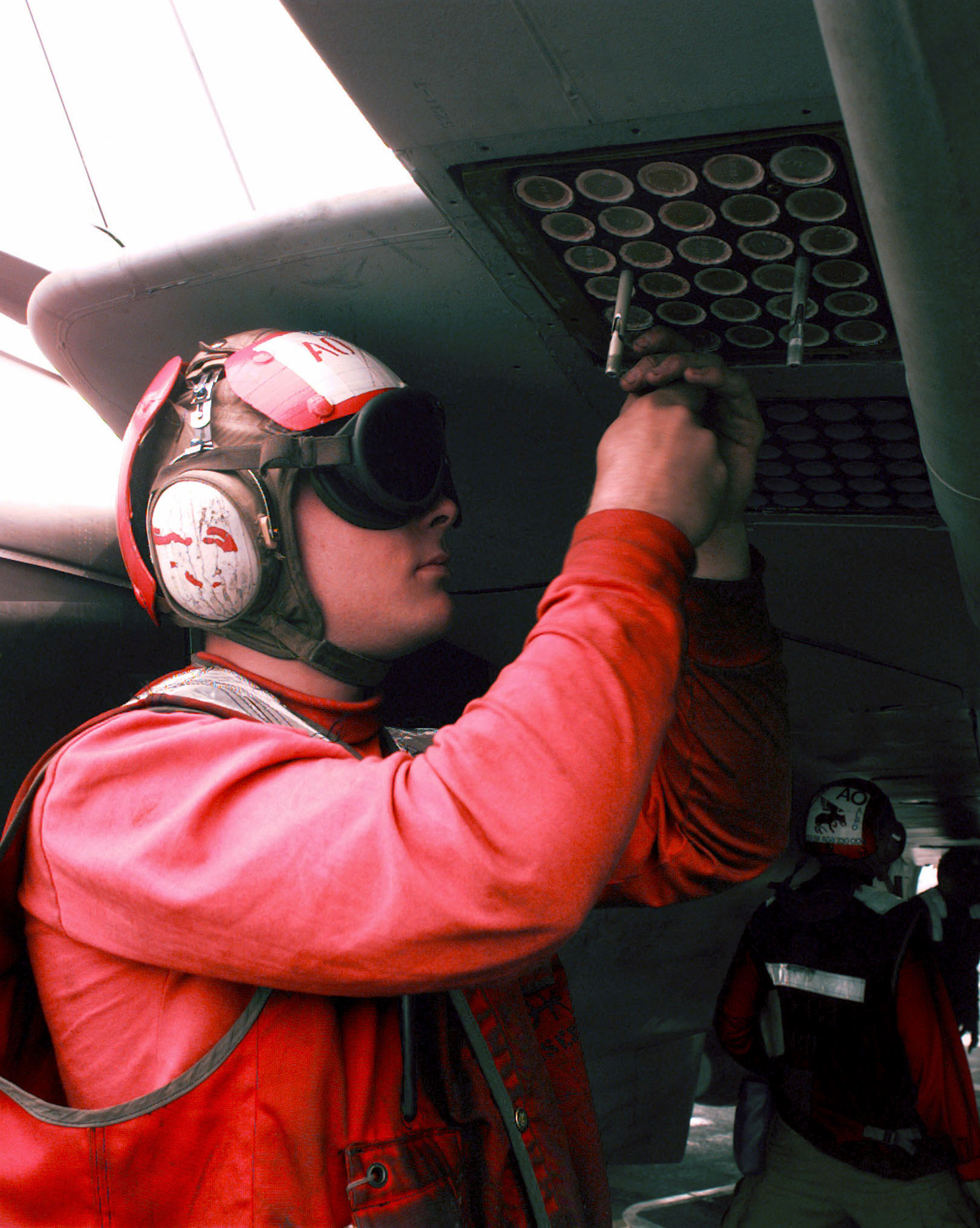
Eine Tomcat wird mit Chaff und Flares beladen

| Bezeichnung        | Unterbringung | Anmerkungen |
| Radarwarnsysteme   |               |             |
| AN/APR-45          | intern        | F-14A       |
| AN/ALR-50          | intern        | F-14A       |
| AN/ALR-67          | intern        | F-14B       |
| AN/ALR-67(V)2      | intern        | F-14D       |
| Raketenwarnsysteme |               |             |
| keine              |               |             |
| Täuschkörperwerfer |               |             |
| AN/ALE-29          | intern        | F-14A       |
| AN/ALE-39          | intern        | F-14A       |
| AN/ALE-47          | intern        | F-14A/B/D   |
| AN/ALE-58          | intern        | F-14D       |
| Störsysteme        |               |             |
| AN/ALQ-100         | intern        | F-14A       |
| AN/ALQ-126         | intern        | F-14A       |
| AN/ALQ-126B        | intern        | F-14A       |
| AN/ALQ-165         | intern        | F-14D       |
| AN/ALQ-167         | extern        | F-14A/B/D   |

### Triebwerke

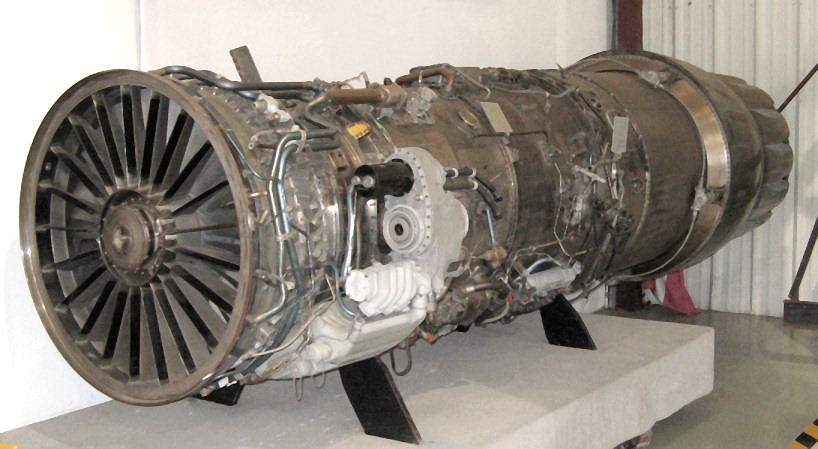
Ein TF30-Triebwerk

Die zwei Pratt & Whitney-TF30-Triebwerke sind Turbofans mit geringem Nebenstromverhältnis und wurden ursprünglich (das heißt nachbrennerfrei) für die F6D Missileer entwickelt und später mit Nachbrenner in der F-111 verbaut. Das TF30 war das erste Zweiwellen-Turbofan mit Nachverbrennung, das vom Militär in Dienst gestellt wurde. Die F-14 erreicht durch die etwa 93 kN Nachbrennerschub eine Höchstgeschwindigkeit von etwa Mach 2,35. In der Regel wurde jedoch im kraftstoffsparenden Unterschall geflogen, um längere Patrouillen zu ermöglichen. Die Triebwerke sitzen in einzelnen Gehäusen unter dem Rumpf. Hauptgrund für diese Konfiguration war, dass sie gute Luftzufuhr für die Triebwerke sicherstellte, was unter anderem für die F-111 ein großes Problem war, und die Triebwerke sind für Wartungsmannschaften gut zugänglich. Jedes Triebwerk hat einen keilförmigen Lufteinlass mit einer verstellbaren Rampe am Hals, um den Totaldruckrückgewinn im Überschall zu verbessern, und ist leicht seitlich nach außen verschränkt. Zusätzlich zur internen Tankkapazität von etwa 7350 kg kann unter jedem Triebwerksgehäuse ein Außentank mit 1100 Litern Treibstoff mitgeführt werden. Auf der rechten Cockpitseite befindet sich noch eine einziehbare Sonde zur Luftbetankung.
Das TF30-Nebenstromtriebwerk hat neun Niederdruckstufen, davon drei für den Fan. Das Nebenstromverhältnis beträgt 0,878:1, wobei die Luft des Nebenstroms vom Fan um 2,14:1 verdichtet wird. Der Kernstrom wird vom folgenden Hochdruckverdichter in sieben Stufen auf ein Gesamtdruckverhältnis von 19,8:1 verdichtet. In der Ring-Rohrbrennkammer mit acht Kammern wird der Kraftstoff verbrannt und tritt mit 2150 F (1450 K) in die Turbine ein. Es werden eine einstufige gekühlte Hochdruckturbine, und eine dreistufige ungekühlte Niederdruckturbine passiert. Abschließend folgt der Nachbrenner und die hydraulisch verstellbare konvergent-divergente Düse. Durch das hohe Leergewicht von 4251 lbs (1928 kg) wird nur ein Schub-Gewicht-Verhältnis von 5,26:1 erreicht. Der Massenstrom durch das Triebwerk beträgt bei Nennleistung von 94,8 kN im Nachbrennerbetrieb etwa 110 kg/s. Die Abmessungen des Triebwerks sind etwa 5969 mm × 1300 mm. Der spezifische Verbrauch im Nachbrennerbetrieb liegt bei 73 g/kNs, im Trockenschub bei etwa 24 g/kNs.
Die relativ geringe Leistung der TF30-Triebwerke im Verhältnis zur Leermasse des Flugzeuges rief Kritik hervor. John Lehman, in den 1980er-Jahren Secretary of the Navy, meinte vor dem Kongress, dass das TF30/F-14-Gespann „wahrscheinlich die schlechteste Triebwerks-Flugzeugzellenkombination seit Jahren“ sei, und dass das TF30 ein „schreckliches Triebwerk“ sei. 28 % aller F-14-Verluste kamen durch die Triebwerke zustande. Die Turbinenblätter versagten häufig, sodass der Triebwerksraum verstärkt werden musste, um die Schäden zu begrenzen. Die Triebwerke waren auch sehr anfällig für Strömungsabrisse im Kompressor. Das TF30 verlieh der F-14 bei maximalem Startgewicht nur ein Schub-Gewicht-Verhältnis von 0,56 – erheblich weniger als bei der F-15A, die 0,85 erreichte. Die F-14D wurden mit dem F110-GE-400 ausgerüstet, was die Werte auf 0,73 bzw. 0,88 bei normalem Startgewicht verbesserte. Das Gesamtdruckverhältnis verbesserte sich hier auf etwa 30:1, die Turbineneintrittstemperatur nach der Ringbrennkammer erhöhte sich auf 1783 K. Der spezifische Verbrauch im Nachbrennerbetrieb konnte auf 65 g/kNs reduziert werden, der Verbrauch im Trockenschub blieb gleich. Das Schub-Gewicht-Verhältnis verbesserte sich dank des Nachbrennerschubes von etwa 120 kN auf 6,1:1. Der Massenstrom erhöhte sich auf 122 kg/s bei Nennlast.

### Bewaffnung

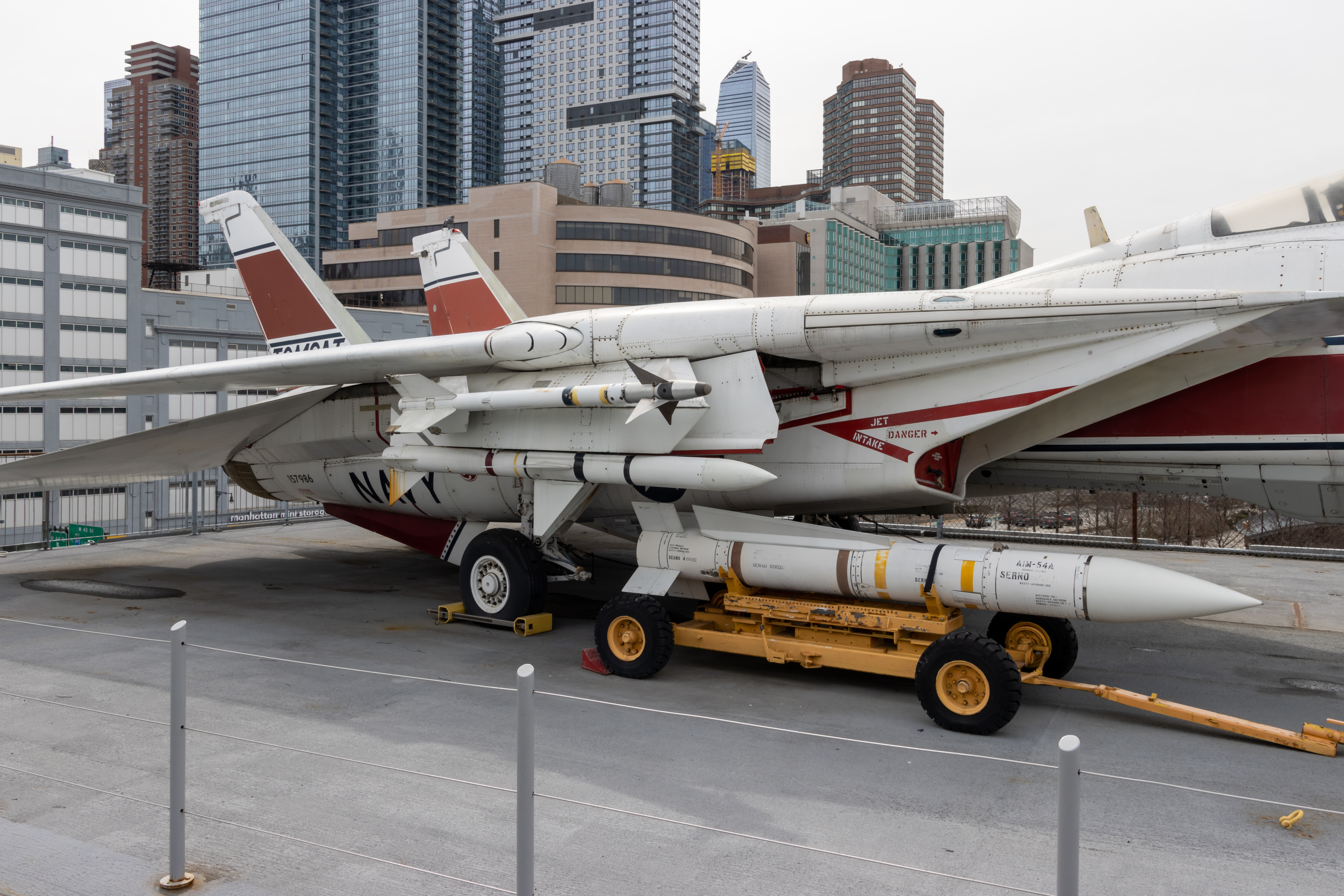
Sidewinder, Sparrow und Phoenix

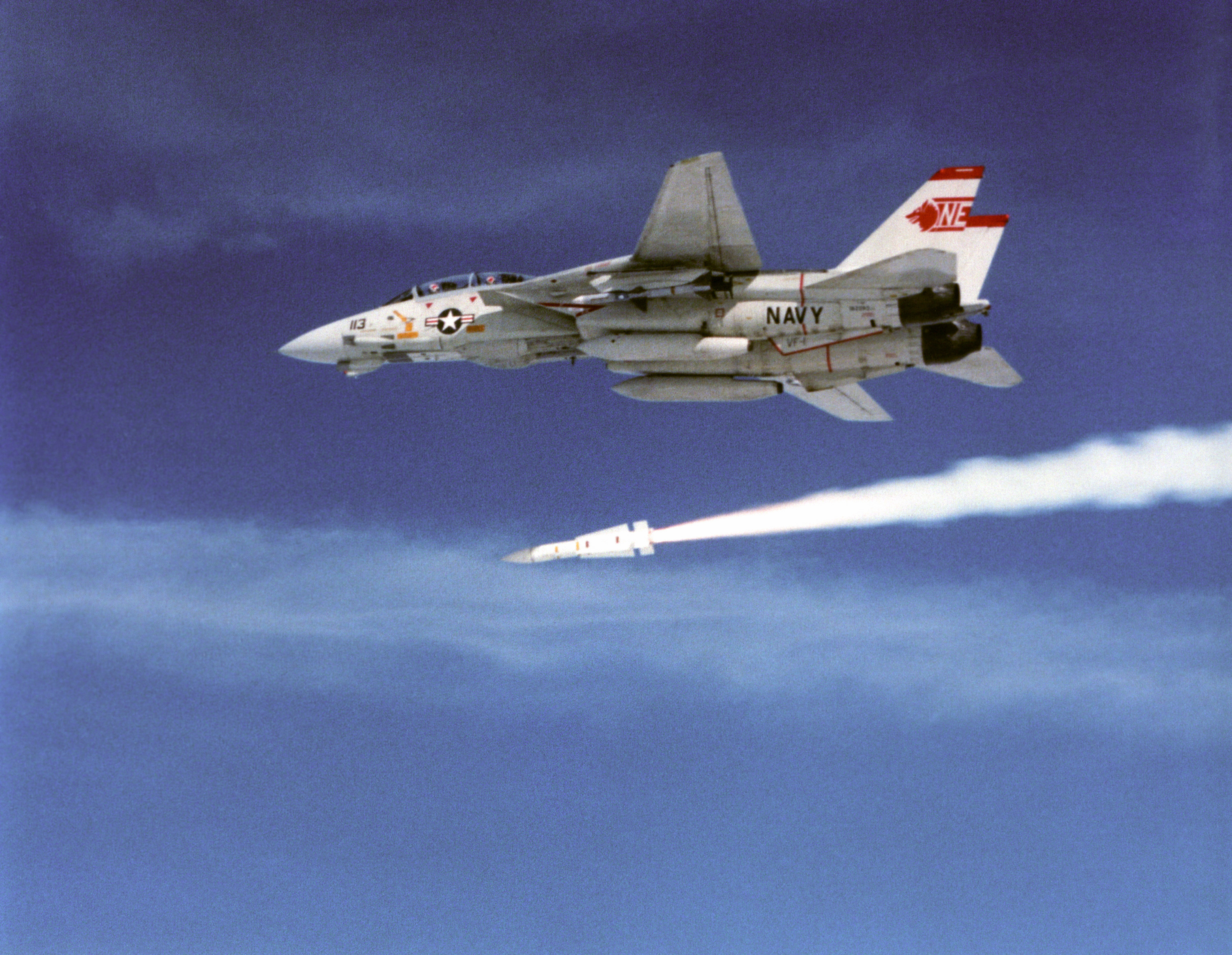
F-14A feuert eine AIM-54 ab

Die Hauptwaffe der Tomcat ist die große Hughes AIM-54 Phoenix mit 200 km Reichweite und aktivem Radar. Die Tomcat muss das Ziel im Raketen-Endanflug nicht mit dem Bordradar beleuchten. Prinzipiell sollte die Rakete der Tomcat ermöglichen, Eindringlinge auf sehr große Entfernung zu zerstören. Die Phoenix-Rakete war ebenfalls von der F-111B übernommen worden und stellt die letzte Entwicklungsstufe der Falcon-Serie von Luft-Luft-Raketen dar. Sie konnte nur von der Tomcat getragen werden. Maximal konnten sechs Phoenix-Raketen mitgeführt werden (vier im „Tunnel“ unter dem Rumpf und zwei an Tragflächenpylonen). Allerdings sind die Raketen so schwer, dass eine Tomcat nicht mit sechs Stück auf einem Träger landen konnte. Außerdem ist durch die zwei zusätzlichen Raketen an den Tragflächenpylonen der Luftwiderstand so hoch, dass die Flugleistungen, insbesondere die Reichweite, deutlich herabgesetzt werden.
In der Praxis bestand die Standardbewaffnung aus vier Phoenix sowie je zwei halbaktiven (SARH) Raketen AIM-7 Sparrow und zwei wärmesuchenden AIM-9 Sidewinder für den Nahkampf. Die Sparrows und Sidewinders werden unter beengten Verhältnissen an einem Doppelpylon an der Tragflächenwurzel aufgehängt, da die Tragflächen schwenkbar sind. Wenn keine Phoenix mitgeführt werden, können unter dem Rumpf vier weitere AIM-7 montiert werden. Für den Luftnahkampf verfügt die Tomcat über ein links unter dem Cockpit montiertes Gatling-Geschütz M61 Vulcan mit 675 Schuss Munition. Die F-14 Tomcat konnte auch präzisionsgelenkte Munition der Paveway- und JDAM-Serien zur Bekämpfung von Bodenzielen einsetzen.
Schon früh wurde die Tomcat als Aufklärer eingesetzt. 1979 begann das Naval Air Test Center in Patuxent River (Maryland) mit der Entwicklung des TARPS (Tactical Air Reconnaissance Pod System) für die Tomcat. TARPS wurde aus einem Aufklärungssystem für die Vought A-7 Corsair weiterentwickelt, das nie Serienreife erlangt hatte. Der aerodynamische Behälter ist etwa 5,18 m lang und wiegt 794 kg. Er enthält eine Kamera in der Nase, eine weitere Panorama-Kamera im Mittelteil und einen Infrarotscanner im hinteren Teil. Der TARPS-Behälter wird an der rechten hinteren Station im Rumpftunnel aufgehängt. Da er zusätzliche elektrische Leitungen erfordert, wurden 50 Tomcats speziell für TARPS umgebaut. Das System wird vom Radarabfangoffizier auf dem Rücksitz gesteuert, der dazu über ein zusätzliches TARPS-Display verfügt, auf dem er die Aufklärungsdaten verfolgen kann. Der Pilot kann über einen Schalter am Steuerknüppel die Kameras ein- und ausschalten.
TARPS wurde 1980 in der Flotte eingeführt und erwies sich als sehr wertvoll, da zu dieser Zeit mit der RF-8G Crusader das letzte spezialisierte Aufklärungsflugzeug aus dem aktiven Dienst ausschied. Eigentlich sollte TARPS nur eine Zwischenlösung sein, da die US Navy hoffte, bald eine Aufklärungsversion der McDonnell Douglas F/A-18 Hornet zu erhalten, was allerdings nie geschah. Stattdessen wurden die TARPS-Tomcats zur ständigen taktischen Aufklärungsplattform der Navy. Folgende Liste führt alle Bewaffnungsoptionen auf:
Festinstallierte Bordkanone

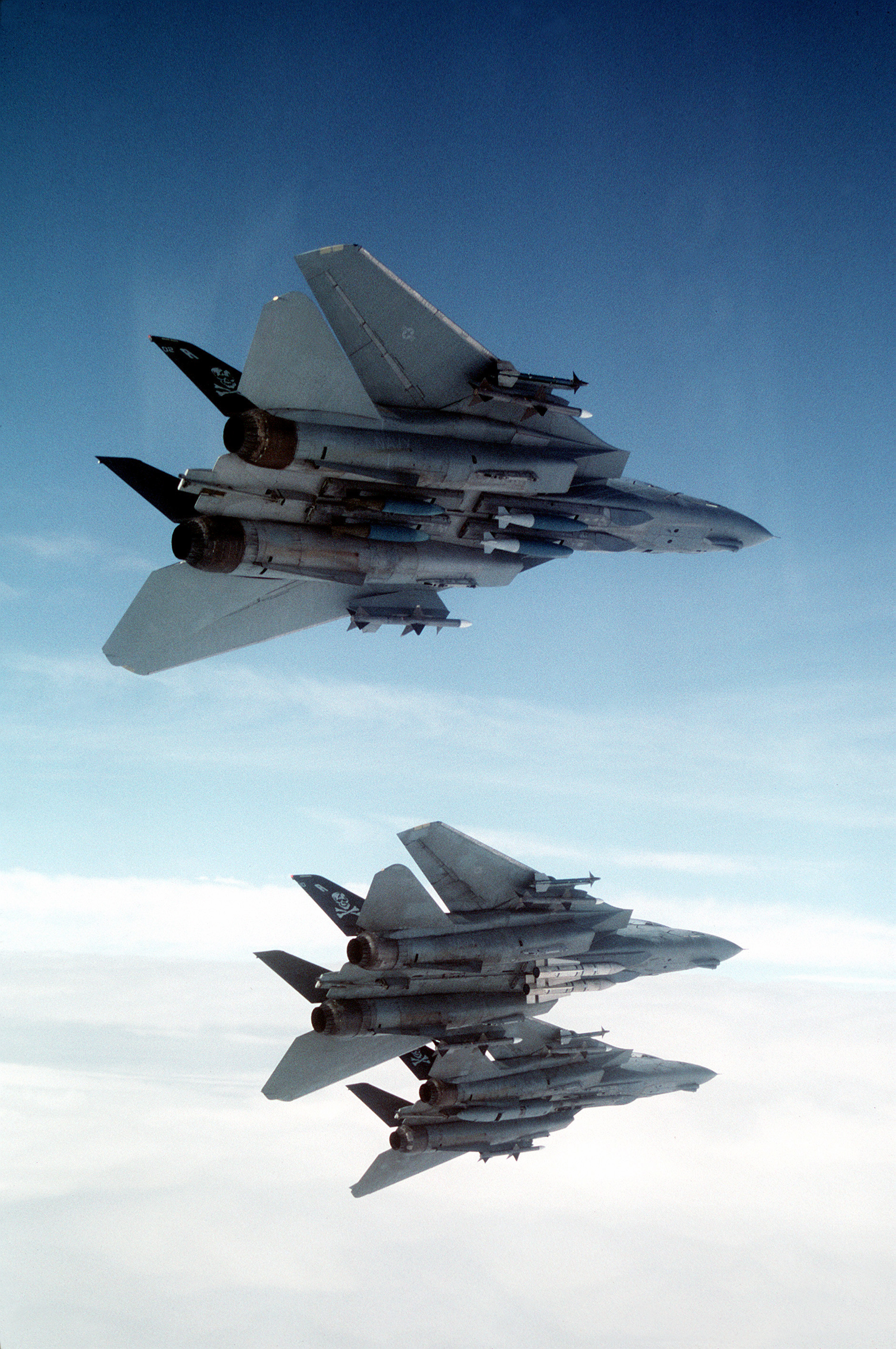
F-14As, beladen mit Übungsbomben, Lenkwaffen und TARPS

- 1 × 20-mm-Gatling-Maschinenkanone M61A1 Vulcan mit 675 Schuss Munition

An zehn Außenlaststationen können Waffen mit einem maximalen Gesamtgewicht von 6.600 kg mitgeführt werden.
Luft-Luft-Lenkflugkörper
- 4 × LAU-138/A-Startschiene für je 1 × Raytheon AIM-9B/D/E/H/L/M/N/P „Sidewinder“
- 6 × LAU-92-Startschiene für je 1 × Raytheon AIM-7E-4 „Sparrow“
- 4 × LAU-128-Startschiene für je 1 × Raytheon AIM-120B „AMRAAM“; keine operative Einsatzreife[37]
- 6 × LAU-93-Startschiene/LAU-132-Startschiene für je 1 × Raytheon AIM-54A/C „Phoenix“

Gelenkte Bomben
- 4 × Lockheed-Martin GBU-12C/B „Paveway II“ (lasergelenkte 227-kg-/500-lb-Gleitbombe)
- 2 × Lockheed-Martin GBU-24/B „Paveway III“ (lasergelenkte 1.050-kg-/2.000-lb-Gleitbombe)
- 4 × GBU-38/B „JDAM“ (GPS-gelenkte 227-kg-/500-lb-Bombe)
- 4 × GBU-31/B „JDAM“ (GPS-gelenkte 924-kg-/2.036-lb-Bombe)

Ungelenkte Bomben an ADU-703A/A-Aufhängung
- 4 × BRU-32/A-Bombenrack mit je 1 × BLU-111A/B LDGP (227-kg-Freifallbombe, analog Mk.82 mit thermischem Schutzanstrich)
- 4 × BRU-32/A-Bombenrack mit je 1 × BLU-110A/B LDGP (454-kg-/1.000-lb-Freifallbombe, analog Mk.83 mit thermischem Schutzanstrich)
- 4 × BRU-32/A-Bombenrack mit je 1 × Mark 84 LDGP (907-kg-/2.000-lb-Freifallbombe)
- 4 × BRU-32/A-Bombenrack mit je 1 × Mark 20 „Rockeye II“ (CBU-100) (222-kg-/490-lb-Anti-Panzer-Streubombe mit 247 Mk.118-Bomblets)

Externe Behälter
- 1 × TARPS (Tactical Airborne Reconnaissance Pod System, Fotoaufklärungsbehälter)
- 1 × Lockheed Martin AN/AAQ-14-„LANTIRN“-Zielbeleuchtungsbehälter
- 2 × MXU-611-Aufhängung mit je 1 × abwerfbarer Zusatztank für 1.010 Liter (2.000 lbs) Kerosin
- 1 × Rodale AN/ALQ-167(V)1X (elektronischer Störbehälter)
- 1 × CNU-188/A (externer Gepäck-Container)

## Versionen

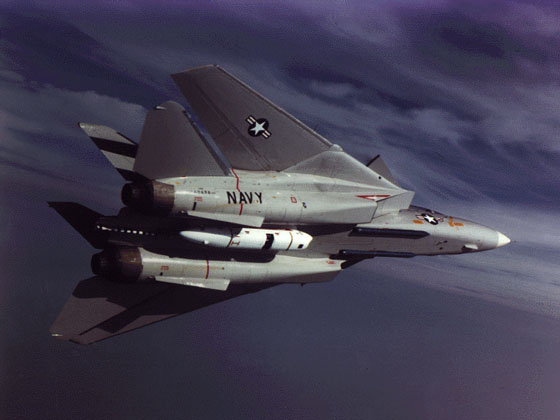
F-14A mit TARPS

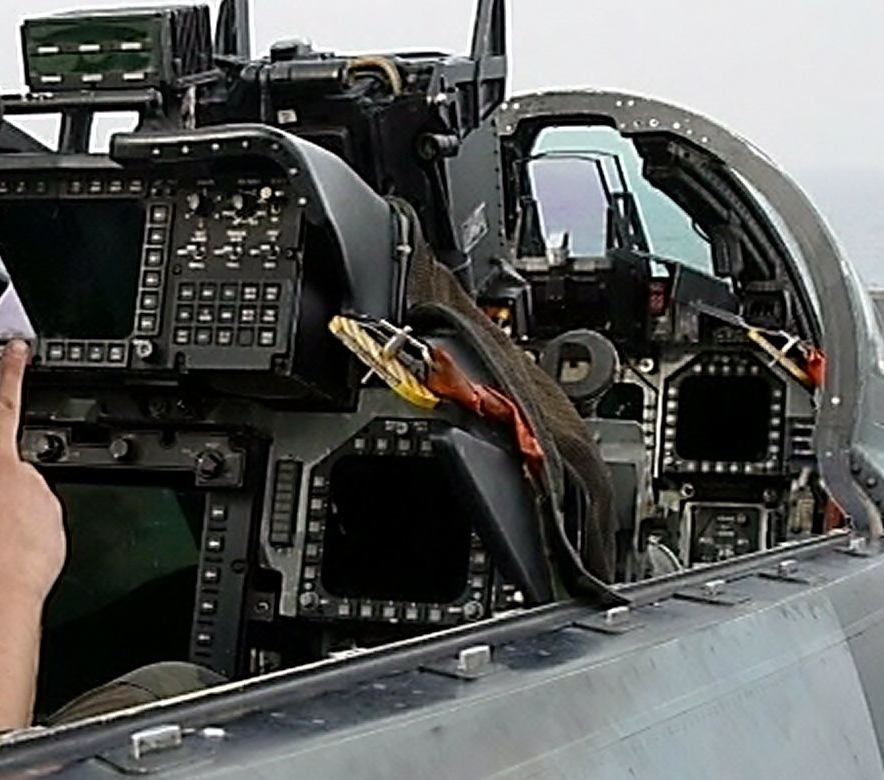
Cockpit einer F-14D

F-14AErste Produktionsversion (ausgeliefert ab 1973) für die US-Navy (554 Stück).
F-14A/TARPSF-14A die, ausgerüstet mit dem TARPS-System, als Aufklärer verwendet wurden (50 Stück).
F-14A (Plus)Hauptunterschied dieser ab 14. November 1987 gebauten Version zur F-14A sind die neuen Triebwerke F110-GE-400 von General Electric. Dieser Ersatz wurde notwendig, da die ursprünglich eingebauten TF30-Triebwerke von P&W zu keinem Zeitpunkt befriedigen konnten. Sie waren leistungsschwach, schwer wartbar, und überdies unzuverlässig und unfallträchtig. Häufigste Ursache für den Verlust von Tomcats war, dass Turbinenschaufeln abbrachen, durchs Triebwerk flogen und es dabei zerstörten. 1991 wurde die F-14A (Plus) in F-14B umbenannt (neu gebaut: 38 Stück, umgebaute F-14A: 47 Stück, insgesamt: 85 Stück).
F-14BPrototyp einer F-14 mit F401-P-400-Triebwerken (2 Stück). Ein Modell flog am 12. September 1973, das zweite wurde nicht fertiggestellt, Programm aus Kostengründen eingestellt. Ab 1991 Bezeichnung für die F-14A (Plus).
F-14Cgeplante Entwicklung einer Tomcat mit TF30-P-414A-Triebwerken und modernerer Avionik, Programm aus Kostengründen eingestellt.
F-14DDie ab 1990 ausgelieferte bzw. aus älteren Flugzeugen umgebaute F-14D stellen eine grundlegende Modernisierung im Rahmen der begrenzten Ausbaumöglichkeiten des Flugzeugs dar. Neu sind das AN/APG-71-Radarsystem, eine digitale Flugsteuerung, verbesserte Gegenmaßnahmen zum Selbstschutz, Nachtsichtkompatibilität, Zieltransferkapazität und verschiedene Bauteile, die der F-14 nun auch das Angreifen von Bodenzielen mit Präzisionswaffen ermöglichen. (Neu gebaut: 37 Stück, umgebaute F-14A: 18 Stück, insgesamt: 55 Stück)
Super Tomcat21geplante Weiterentwicklung der F-14D, sollte den doppelten Kampfradius einer F-14D haben. Es sollten zwei Versionen produziert werden, darunter auch eine Angriffsvariante. Dieses Programm wurde jedoch zu Gunsten der F/A-18 E/F Super Hornet eingestellt.

## Lieferungen
Der Iran erhielt in den Jahren 1976 bis 1978 insgesamt 79 F-14A.
Lieferungen der F-14 an die US Navy:
| Version      | 1971 | 1972 | 1973 | 1974 | 1975 | 1976 | 1977 | 1978 | 1979 | 1980 | 1981 | 1982 | 1983 | 1984 | 1985 | 1986 | 1987 | 1988 | 1989 | 1990 | 1991 | 1992 | 1993 | 1994 | 1995 | Summe |
| ------------ | ---- | ---- | ---- | ---- | ---- | ---- | ---- | ---- | ---- | ---- | ---- | ---- | ---- | ---- | ---- | ---- | ---- | ---- | ---- | ---- | ---- | ---- | ---- | ---- | ---- | ----- |
| F-14A        | 4    | 9    | 32   | 60   | 71   | 45   | 36   | 44   | 38   | 30   | 30   | 30   | 30   | 26   | 21   | 27   | 8    | 16   |      |      |      |      |      |      |      | 557   |
| F-14A plus/B |      |      |      |      |      |      |      |      |      |      |      |      |      |      |      |      |      | 1    | 17   | 15   | 5    |      |      |      |      | 38    |
| F-14D        |      |      |      |      |      |      |      |      |      |      |      |      |      |      |      |      |      |      |      |      | 11   | 16   | 5    | 4    | 1    | 37    |
| Summe        | 4    | 9    | 32   | 60   | 71   | 45   | 36   | 44   | 38   | 30   | 30   | 30   | 30   | 26   | 21   | 27   | 8    | 17   | 17   | 15   | 16   | 16   | 5    | 4    | 1    | 632   |

## Einsätze

### US Navy

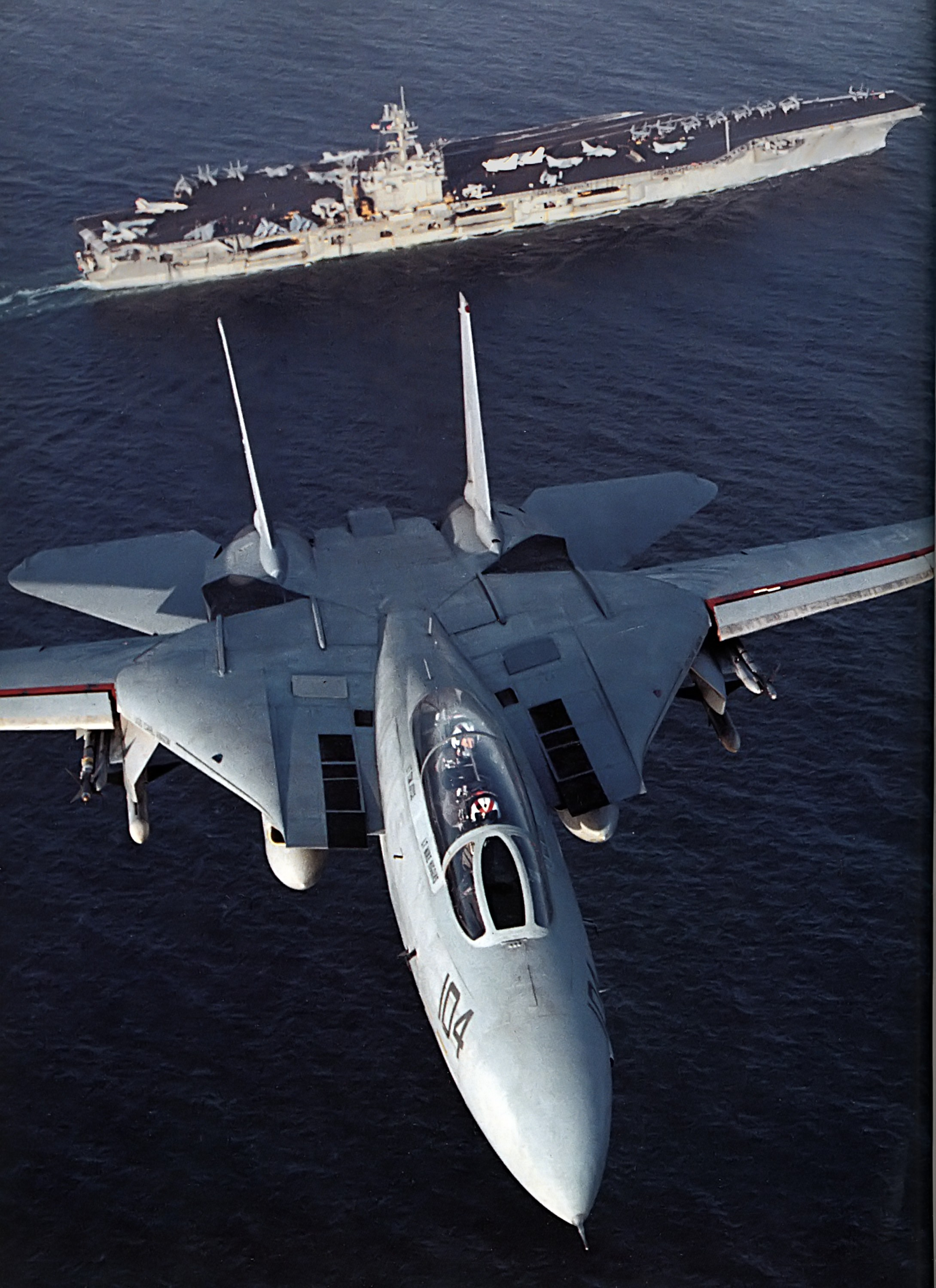
F-14A und Carl Vinson

Während der Evakuierungen in Vietnam im Jahre 1975 flogen die neuen Tomcats zwar Jagdschutz, wurden aber nicht in Kämpfe verwickelt. Erstmals traf die F-14A 1981 über dem Mittelmeer auf Feindflugzeuge. Libyens Staatsoberhaupt Muammar al-Gaddafi hatte den Golf von Sidra zu libyschen Hoheitsgewässern erklärt. US-Präsident Ronald Reagan ließ daraufhin die Trägergruppe der Nimitz in den Golf einfahren, um Gaddafi herauszufordern. Am 18. August 1981 kam es zu einer Konfrontation zwischen zwei Tomcats und libyschen Jets, bei der keine Schüsse abgefeuert wurden. Am nächsten Tag waren die libyschen Piloten aggressiver. Zwei Jagdbomber vom Typ Suchoi Su-22 griffen zwei Tomcats der VF-41 Black Aces (Rufnamen „Fast Eagle 102“ und „Fast Eagle 107“) an. Die führende Su-22 feuerte eine Luft-Luft-Rakete ab, die allerdings ihr Ziel nicht verfolgte. Die beiden F-14 erwiderten das Feuer mit AIM-9L-Sidewinder-Raketen und schossen die libyschen Flugzeuge ab.
Im Oktober 1985 fingen vier Tomcats – VF-74 Bedevilers und VF-103 Sluggers, stationiert auf der Saratoga – eine ägyptische Boeing 737 ab, die Terroristen an Bord hatte, welche das italienische Kreuzfahrtschiff Achille Lauro entführt hatten.
Im März 1986 feuerte Libyen Boden-Luft-Raketen auf über dem Golf von Sidra patrouillierende F-14 der America und Saratoga. Als Gegenmaßnahme zerstörten gemischte Angriffsgruppen der America, Saratoga und Coral Sea die Raketenstellung und versenkten einige libysche Patrouillenboote. Im April 1986 flogen Tomcats Jagdschutz für die Bombardierung von Tripolis und Bengasi durch F-111 Aardvarks während der Operation El Dorado Canyon. Im Januar 1989 zerstörten zwei Tomcats der VF-32 Swordsmen zwei angreifende libysche MiG-23 Flogger-B mit AIM-9-Sidewinder- und AIM-7-Sparrow-Raketen.
Während des Golfkrieges im Jahre 1990/91 flogen die F-14 bewaffnete Luft-Patrouillen (CAP) und Aufklärungsmissionen. Der einzige Abschuss gelang einer Tomcat der VF-1 Wolfpack. Sie zerstörte einen irakischen Mi-8-„Hip“-Helikopter. Die VF-103 Sluggers, stationiert auf der USS Saratoga (CV-60), verlor eine Tomcat durch eine irakische Boden-Luft-Rakete während einer TARPS-Aufklärungsmission über dem Wadi Amif. Die F-14Bs und Ds wurden mit neueren Bodenzielsystemen und Laserdesignatoren (LANTIRN) ausgerüstet, die teilweise von der F-15E Strike Eagle übernommen wurden. Sie waren nun in der Lage, sowohl freifallende als auch lasergelenkte Bomben zielgenau abzuwerfen. Die „neuen“ F-14 wurden nun scherzhaft Bombcat genannt.
1995 wurden F-14 in der Operation Deliberate Force, 1998 bei der Operation Desert Fox, und 1999 bei Operation Allied Force eingesetzt. 2001 wurde die Joint Direct Attack Munition eingerüstet, und 2002 einige Bombenangriffe in Afghanistan während Operation Enduring Freedom geflogen. F-14 nahmen auch an Operation Iraqi Freedom teil.

### Iranische Luftwaffe

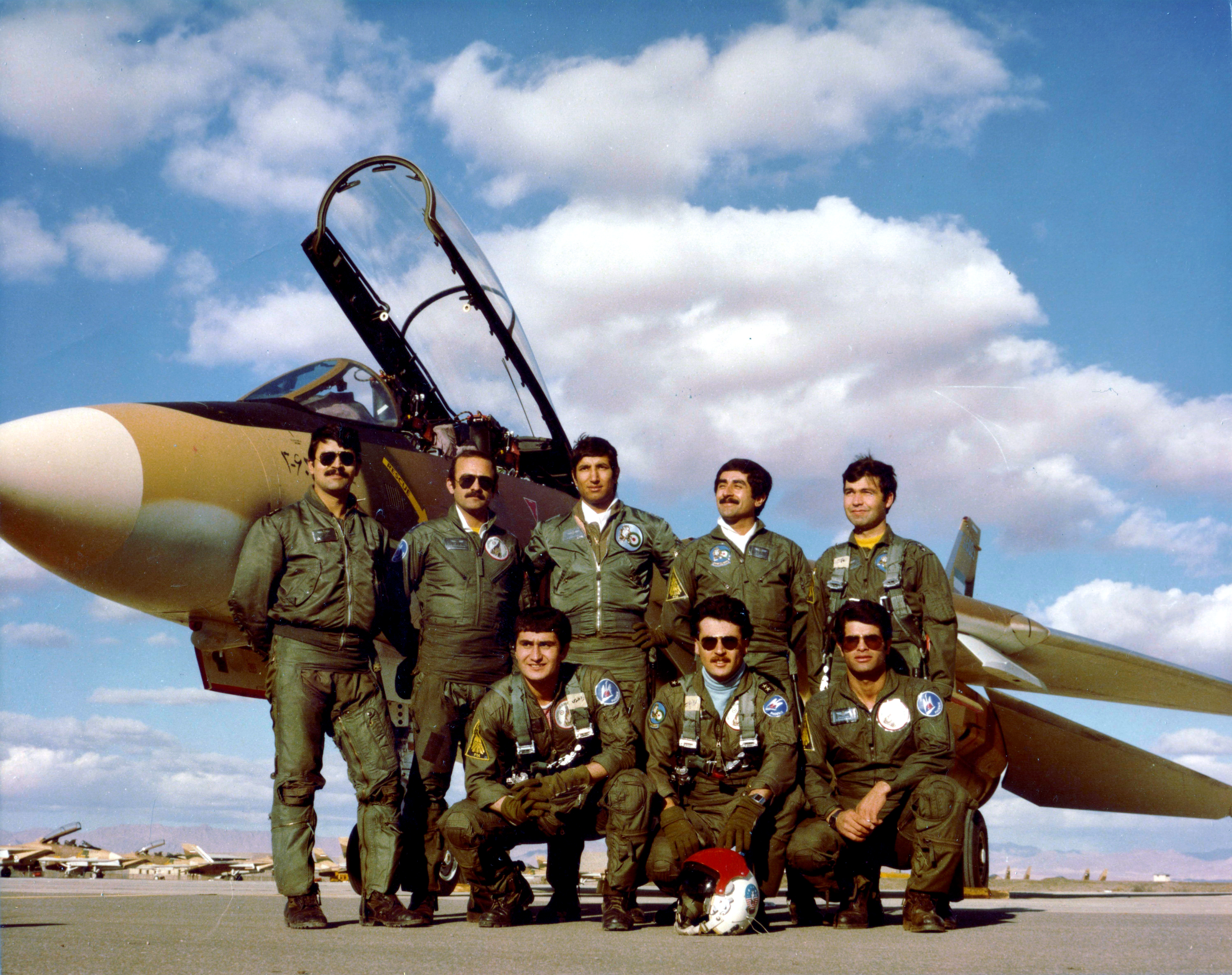
Einige iranische F-14-Jagdflieger: Die Stehenden von links: Jalil Zandi – Gholam Hashempour – Assadollah Adeli – Ahmad Moradi Talebi – Gholam Reza Nezamabadi. Die Sitzenden von links: Zahedi – Ali Reza Geranpaye – unbekannt

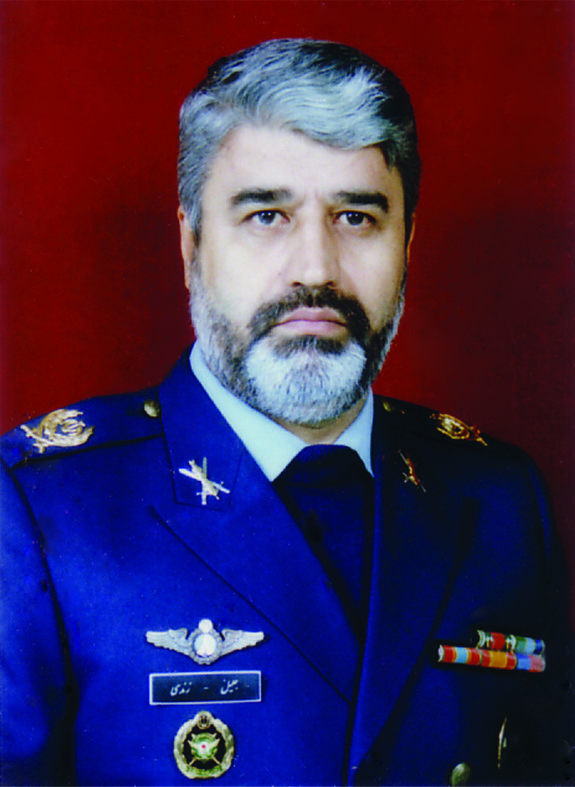
Jalil Zandi, der weltweit erfolgreichste F-14-Pilot

Als einziger Exportkunde kaufte der Iran zu Zeiten des Schahs 80 Tomcats. Die letzte bestellte Maschine wurde nicht dorthin ausgeliefert, da zwischenzeitlich im Iran die Islamische Revolution ausgebrochen war. Auf US-amerikanischer Seite führte diese Entwicklung zu hektischer Betriebsamkeit, weil dadurch einem potentiellen Gegner eines der damals modernsten US-Kampfflugzeuge in die Hände gefallen war. In aller Eile erhielten damals alle US-amerikanischen Tomcats eine neue Software für das Radar, um die iranischen Kenntnisse über das System wenigstens zum Teil wertlos zu machen.
Die F-14 Tomcat erwies sich als sehr wertvoll für die Luftwaffe der Islamischen Republik Iran (IRIAF) im Krieg gegen den Irak. Während die F-4E Phantom und Northrop F-5E Tiger II der IRIAF hauptsächlich für Angriffe gegen Bodenziele eingesetzt wurden, setzte die IRIAF ihre F-14 für reine Luft-Luft-Gefechte ein. In den acht Jahren des Iran-Irak-Krieges schossen iranische Tomcats, von denen manchmal aufgrund des Ersatzteilmangels nur ein Dutzend einsatzbereit waren, insgesamt 152 irakische Kampfflugzeuge und Helikopter ab, wobei 18 dieser Verluste nicht bestätigt werden konnten, und beschädigten acht weitere. In der Zeit gelang es den Irakern lediglich, acht der Tomcats zu zerstören. Dies erklärt sich durch den Befehl der irakischen Luftwaffe, sofort zu fliehen, wenn ihre Maschinen vom Feuerleitradar einer F-14 erfasst wurden. Zwei weitere iranische Tomcats wurden im Verlauf des Krieges von der eigenen Luftabwehr irrtümlicherweise abgeschossen (sog. „Friendly Fire“).
Der erste Abschuss mit einer iranischen F-14 gelang am 10. September 1980, als eine Maschine der 81TFS/TFB.8 eine irakische MiG-21 vernichtete. Am 29. Oktober 1980 zeichnete eine US-amerikanische AWACS-Maschine den Abschuss eines irakischen Mittelstreckenbombers vom Typ Tupolew Tu-22 „Blinder“ der 10th BS durch eine iranische Tomcat der TFB8 auf. Der letzte Abschuss einer irakischen Maschine durch iranische F-14 im ersten Golfkrieg gelang am 14. Juni 1988, als eine Tomcat der 81TFS/TFB.8 eine Dassault Mirage F1EQ der irakischen Luftwaffe mit einer AIM-9P vernichtete.
Der iranische Pilot Major Jalil Zandi (TFB.8 der IRIAF) ist mit elf Abschüssen (acht von den USA bestätigt) der weltweit erfolgreichste F-14-Pilot, wobei er auch deshalb seine US-amerikanischen Kollegen übertrumpfen konnte, weil diese nach einer gewissen Einsatzzeit aus dem Kampfgebiet abgezogen werden. Zandi war dagegen fast die kompletten acht Jahre des Iran-Irak-Krieges im Einsatz. Zandi beendete seine Karriere im Rang eines Brigadegenerals und starb im Jahre 2001 bei einem Verkehrsunfall.
Mehr als 20 Jahre nach dem Embargo verfügte der Iran über mindestens 40 einsatzbereite F-14A, die im Jahr 2004 bei Militärparaden in Massen-Formationsflügen präsentiert wurden. Die alte Wüstentarnbemalung mit den Farben Sandgelb, Dunkelgrün und Braun wurde 2004 durch ein Hellgrau-Dunkelgrau-Tarnmuster ersetzt. Es wird spekuliert, dass der Iran einen Teil seiner F-14 mit russischer Hilfe modifiziert und verbessert hat.
Am 16. Juni 2025 wurden im Zuge des Israelisch-iranischen Krieg zwei auf dem Flughafen Teheran-Mehrabad abgestellte F-14 durch Angriffe der israelischen Verteidigungsstreitkräfte (IDF) zerstört. Laut der Streitkräfte Israels (IDF) zerstörten sie am 21. Juni drei weiterer Tomcats auf dem internationalen Flughafen von Isfahan (Isfahan Shahid Beheshti International Airport). Vermutlich handelte es sich bei den zerstörten Exemplaren um nicht mehr flugfähige F-14, die als Ersatzteilspender für die verbleibende Tomcat-Flotte dienten.

## Technische Daten
| Kenngröße                | Daten der F-14A Tomcat                                                                                         | Daten der F-14D Super Tomcat                                                                                   |
| ------------------------ | --- | --- |
| Besatzung                | Pilot und Radar-Abfang-Offizier (RIO)                                                                          | Pilot und Radar-Abfang-Offizier (RIO)                                                                          |
| Länge                    | 19,10 m | 19,10 m |
| Spannweite               | ausgeschwenkt: 19,55 m eingeschwenkt im Flug: 11,64 m eingeschwenkt unter Deck: 10,15 m                        | ausgeschwenkt: 19,55 m eingeschwenkt im Flug: 11,64 m eingeschwenkt unter Deck: 10,15 m                        |
| Höhe                     | 4,88 m | 4,88 m |
| Flügelfläche             | 52,49 m² | 52,49 m² |
| Flügelstreckung          | ausgeschwenkt: 7,28 eingeschwenkt: 2,58                                                                        | ausgeschwenkt: 7,28 eingeschwenkt: 2,58                                                                        |

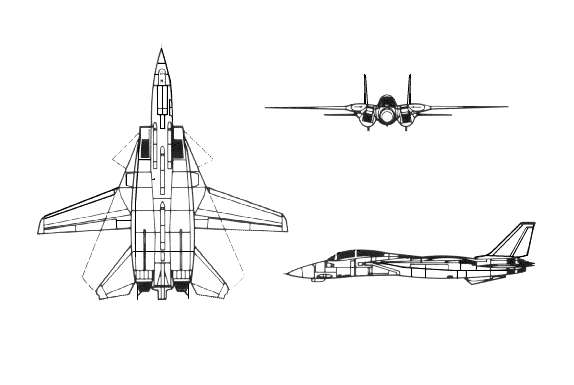
Grumman F-14 Tomcat

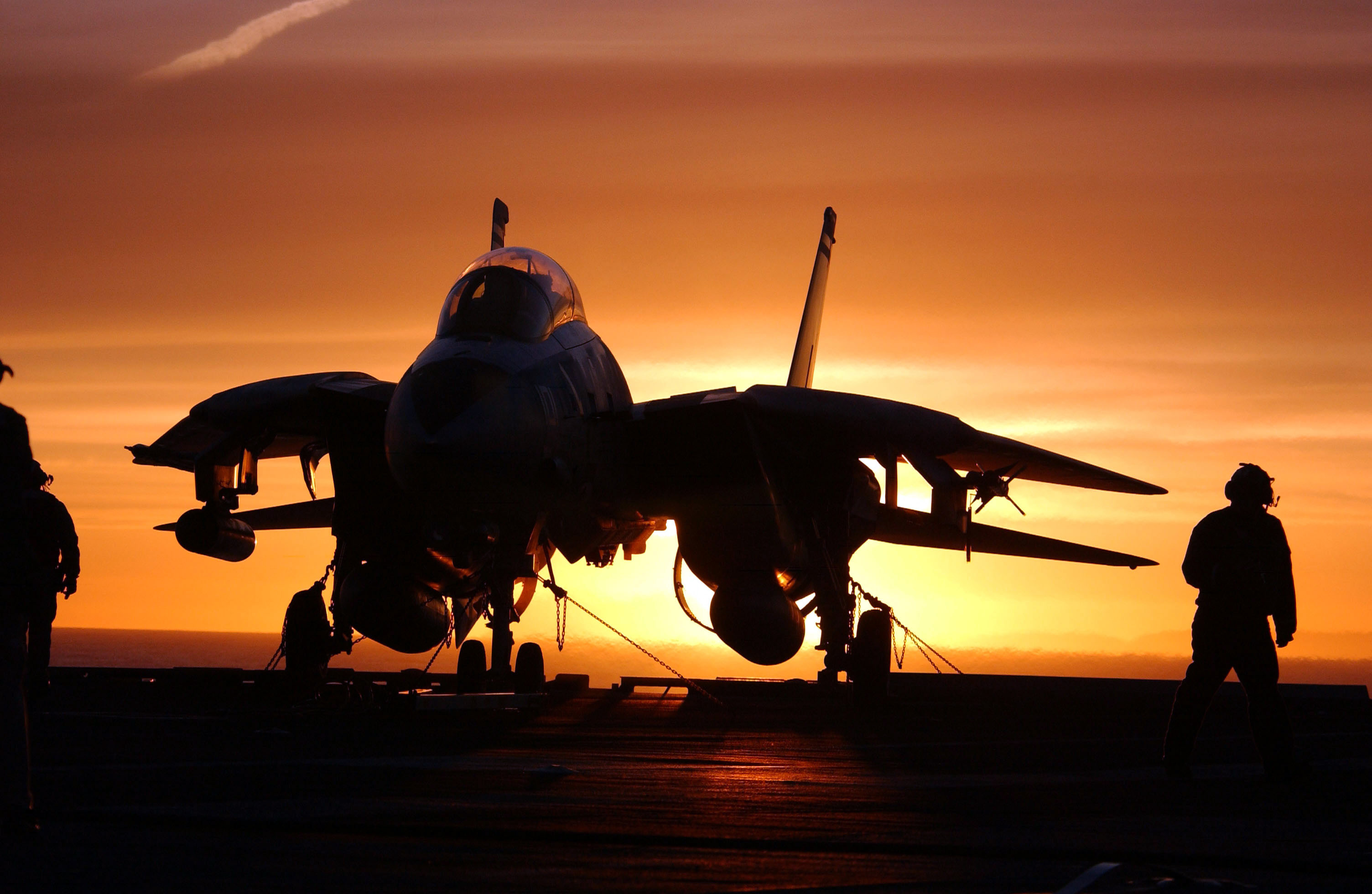
F-14D im Sonnenuntergang

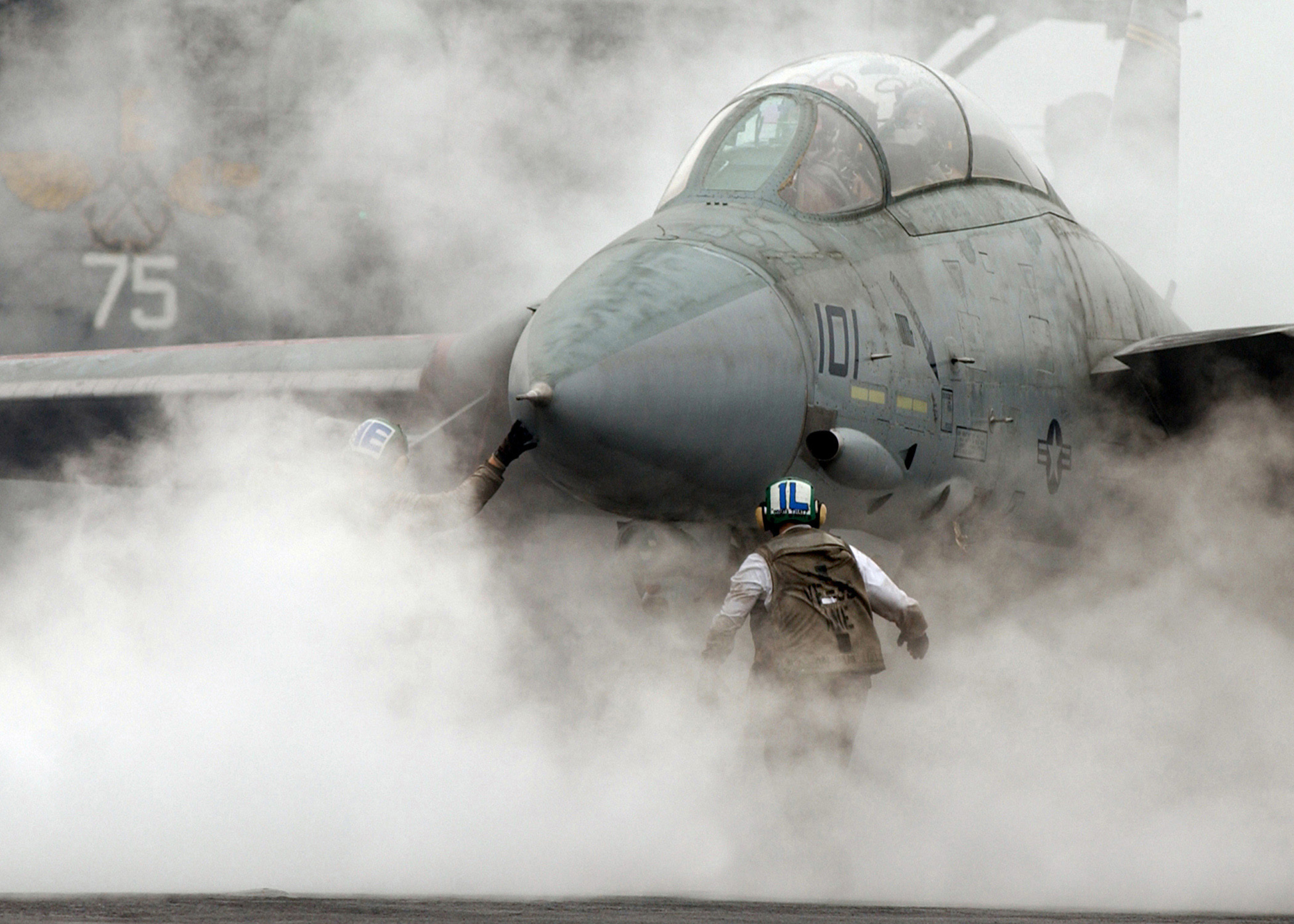
F-14B auf dem Träger Harry S. Truman, Persischer Golf 2005

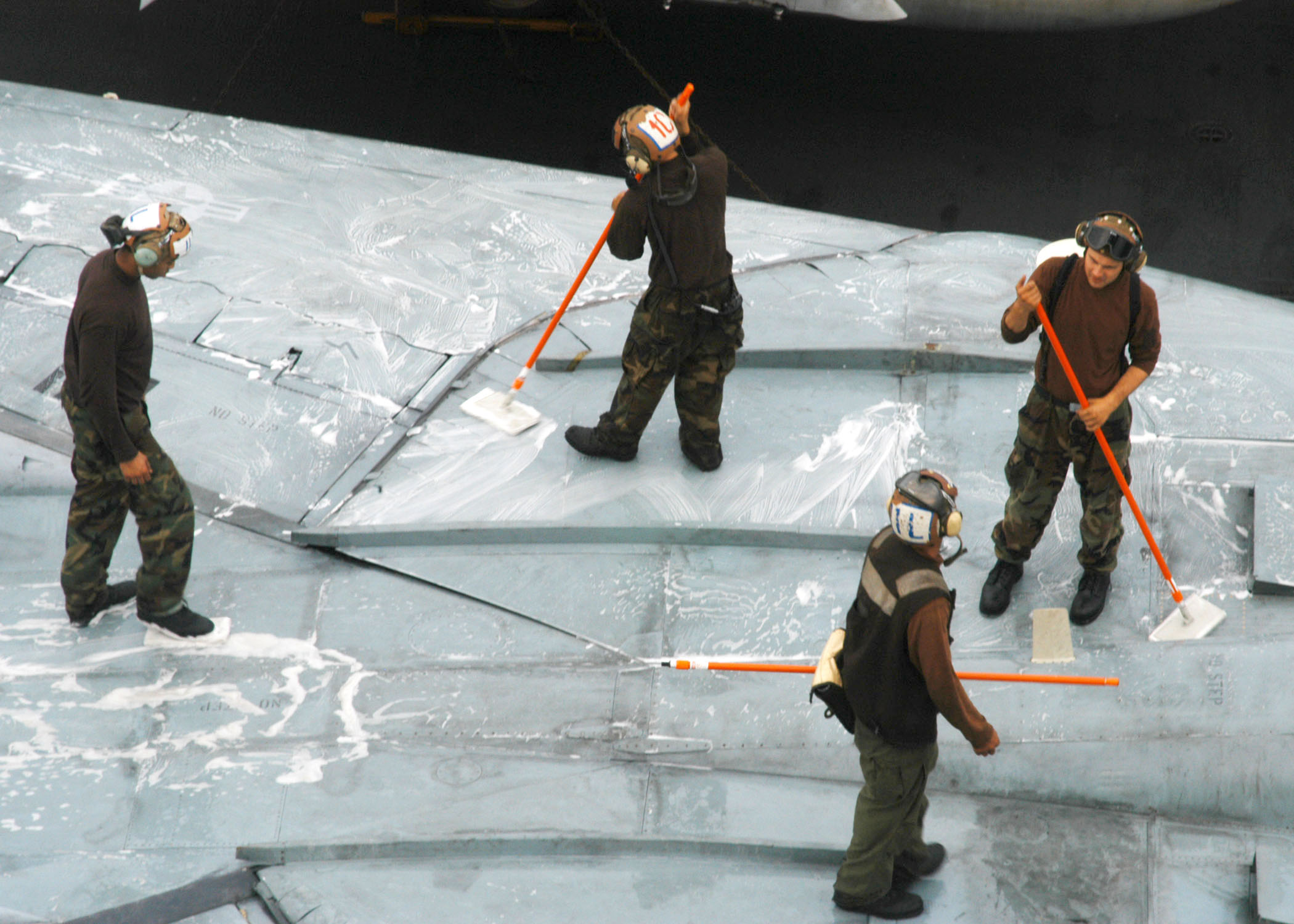
„Katzenwäsche“ einer Tomcat

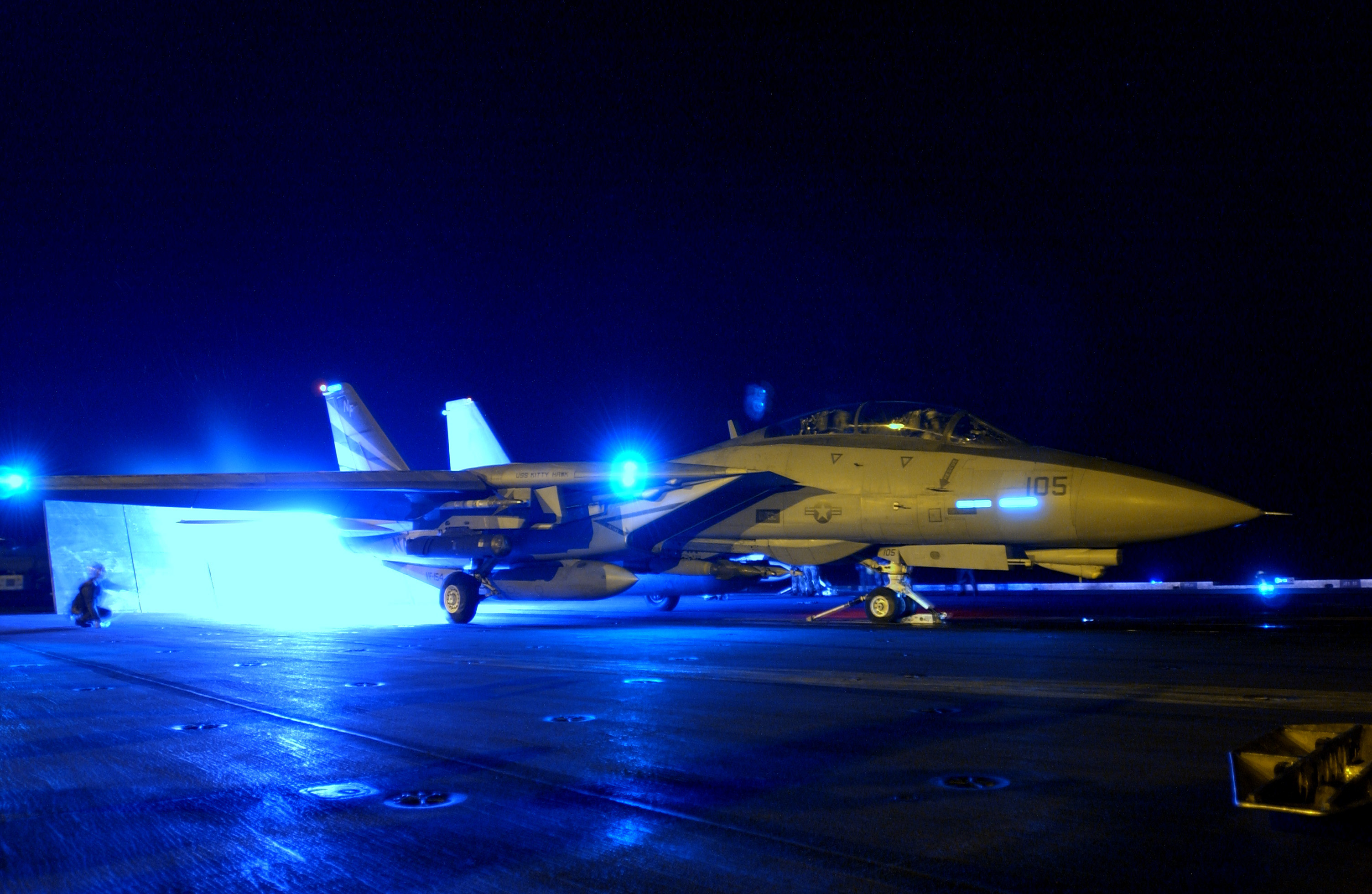
Nachtstart von der Kitty Hawk

| Tragflächenbelastung     | minimal (Leermasse): 347 kg/m² normal (normale Startmasse): 518 kg/m² maximal (maximale Startmasse): 625 kg/m² | minimal (Leermasse): 361 kg/m² normal (normale Startmasse): 528 kg/m² maximal (maximale Startmasse): 642 kg/m² |
| Leermasse                | 18.191 kg | 18.951 kg |
| normale Startmasse       | 27.215 kg | 27.760 kg |
| max. Startmasse          | 32.805 kg | 33.724 kg |
| interne Tankkapazität    | 7.348 kg | 7.351 kg |
| Höchstgeschwindigkeit    | Mach 2,37 bzw. 2517 km/h (auf 10.975 m)                                                                        | Mach 1,88 bzw. 1996 km/h (auf 10.975 m)                                                                        |
| Dienstgipfelhöhe         | 17.070 m | 16.154 m |
| Steigrate                | 229 m/s | 244 m/s |
| Einsatzradius            | 1167 km | 926 km |
| Reichweite               | 3220 km | 2960 km |
| Triebwerk                | zwei Mantelstromtriebwerke Pratt & Whitney TF30P-412A                                                          | zwei Mantelstromtriebwerke General Electric F110-GE-400                                                        |
| Schubkraft               | mit Nachbrenner: 2 × 92,9 kN ohne Nachbrenner: 2 × ca. 68 kN                                                   | mit Nachbrenner: 2 × 120,49 kN ohne Nachbrenner: 2 × 73,9 kN                                                   |
| Schub-Gewicht-Verhältnis | maximal (Leermasse): 1,04 normal (normale Startmasse): 0,7 minimal (maximale Startmasse): 0,58                 | maximal (Leermasse): 1,3 normal (normale Startmasse): 0,88 minimal (maximale Startmasse): 0,73                 |

## Mediale Rezeption
Die Tomcat war 1986 Teil des US-Kinofilms Top Gun mit Tom Cruise. Der Film wurde mit Unterstützung durch die US Navy und das Verteidigungsministerium der Vereinigten Staaten gedreht. Im Film verunglückt eine der Hauptfiguren tödlich bei einem Absturz durch Triebwerksprobleme nach dem Durchfliegen des Abgasstrahles der in Formation vor ihm fliegenden Maschine. Das Drehbuch wurde von der Navy vor dem Produktionsbeginn geprüft und genehmigt.
In der Fortsetzung Top Gun: Maverick von 2022 entkommt der Hauptdarsteller Tom Cruise mit einer F-14 Tomcat von einer Luftwaffenbasis der gegnerischen Macht. Hierbei wird komödiantisch auf den ersten Film angespielt.
Schon 1980 waren die F-14A der Staffel VF-84 Jolly Rogers – mit der Piratenflagge, dem „Jolly Roger“, auf den beiden Seitenleitwerken – im Film Der letzte Countdown zu sehen.
In der amerikanischen Fernsehserie JAG – Im Auftrag der Ehre (1995–2005) ist der Hauptcharakter Harmon Rabb Jr. ein ehemaliger F-14-Pilot. Ebenso spielen in vielen Folgen Einsätze oder Unfälle mit Beteiligung der F-14 eine Rolle.